# Olvera

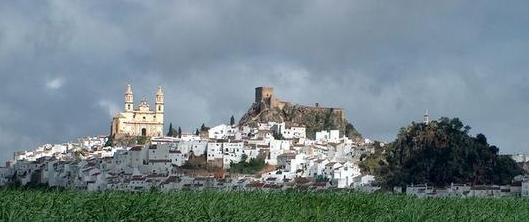
Vista de Olvera.

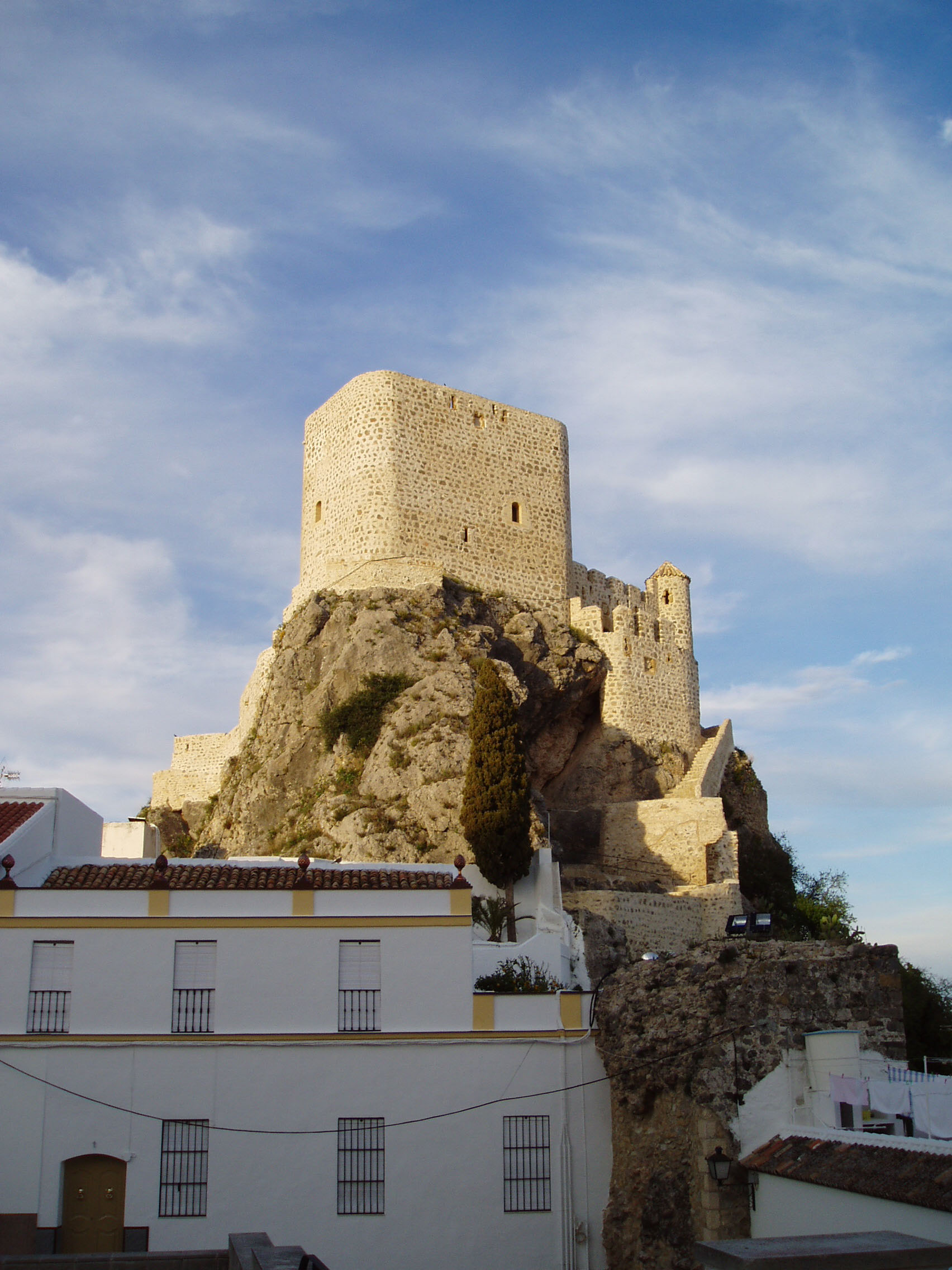
Castillo Árabe de Olvera.

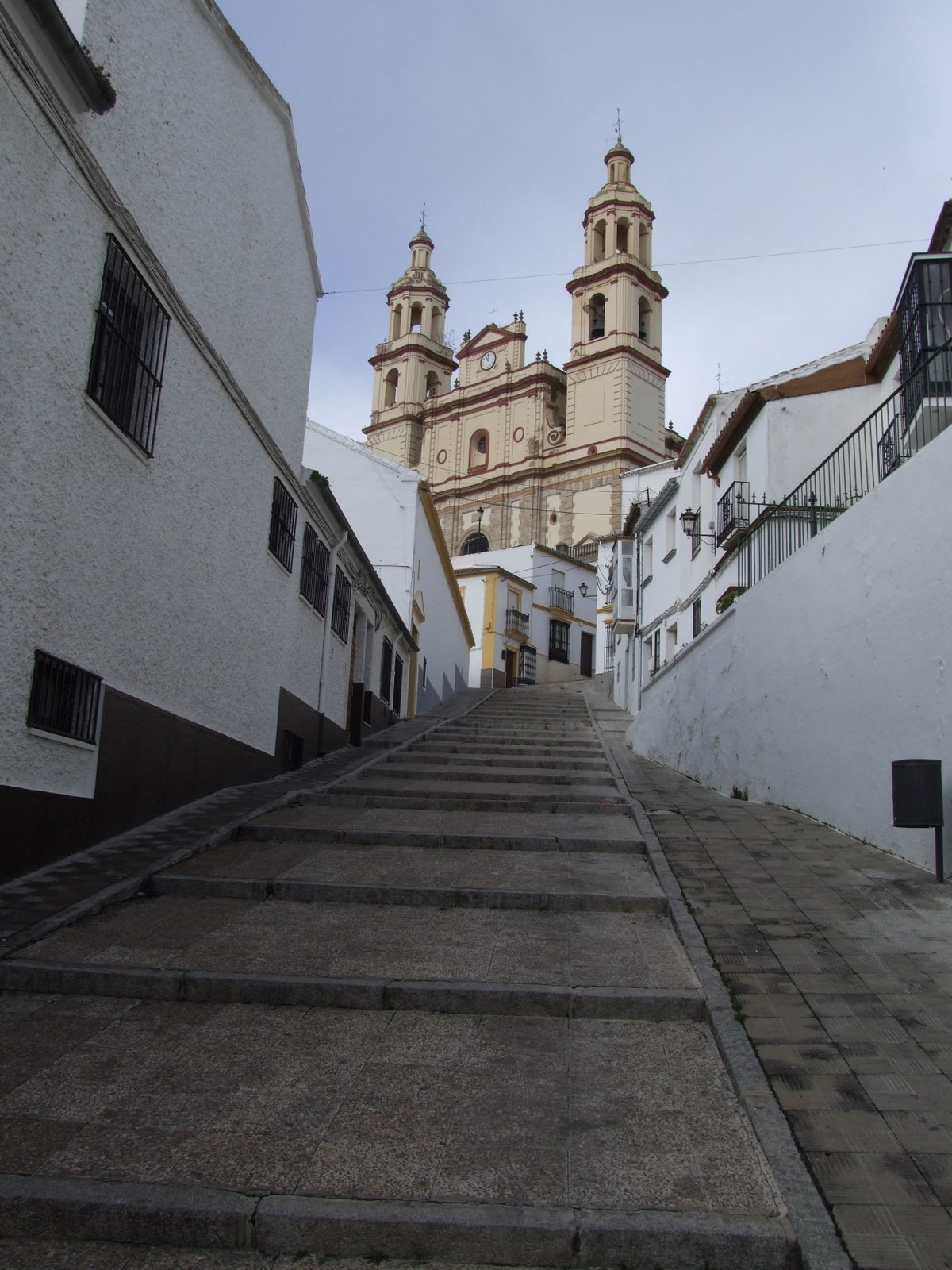
Vista de la Parroquia de la Encarnación.

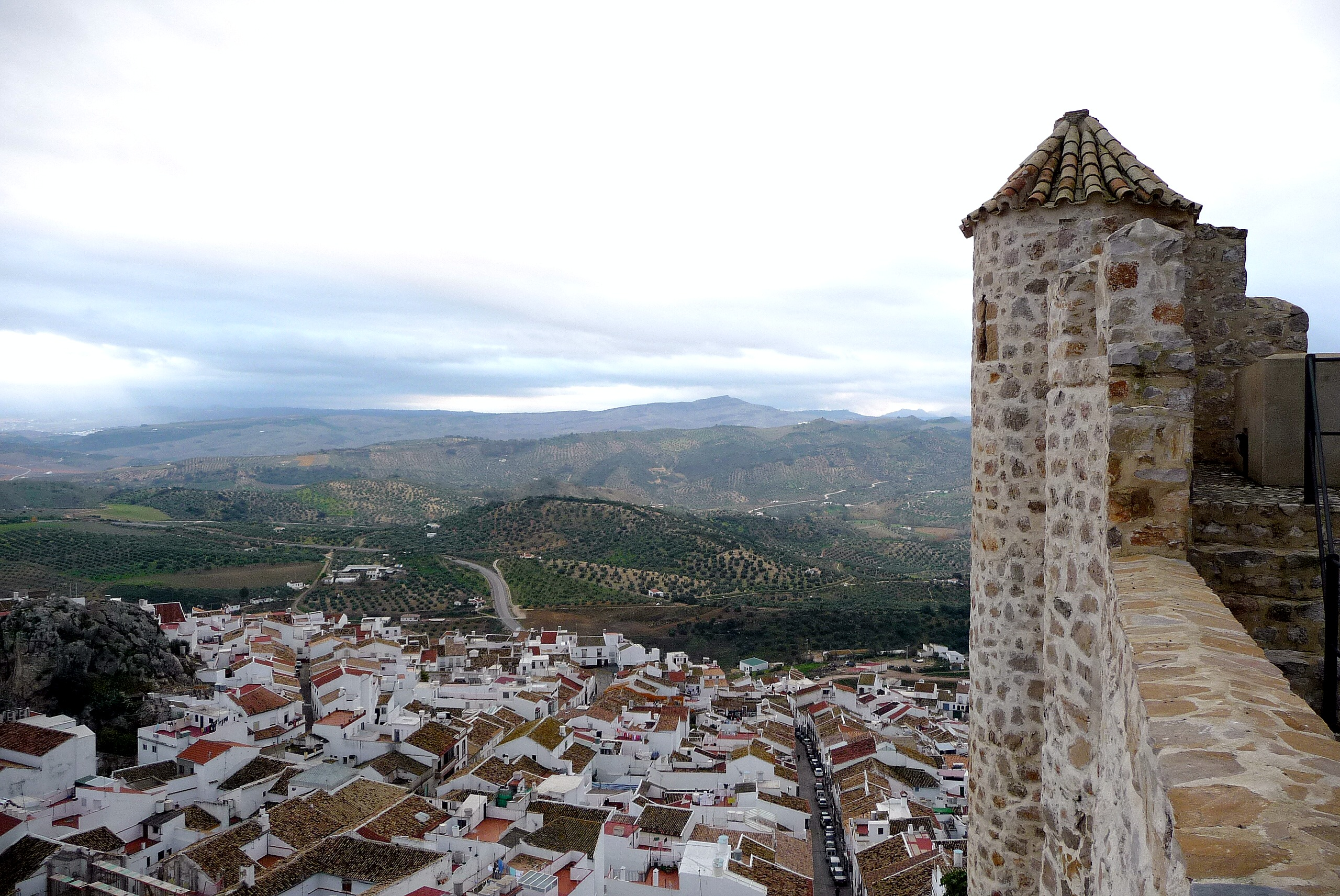
Olvera desde su castillo.

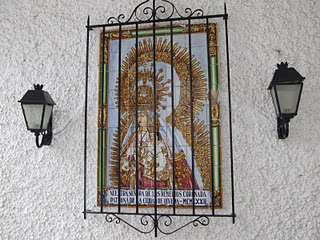
Mosaico de la Virgen de los Remedios.

Olvera es un municipio y localidad española de la provincia de Cádiz, en la comunidad autónoma de Andalucía. Está incluido en la comarca de la sierra de Cádiz, y dentro del partido judicial de Arcos de la Frontera. Obtiene el título de ciudad en 1877 concedido por Alfonso XII. Puerta de la “Ruta de los Pueblos Blancos”, Olvera está situada al noreste de la serranía gaditana, siendo fronteriza con las provincias de Sevilla y Málaga. Según el INE, en 2017 contaba con 8.153 habitantes. Su extensión superficial es de 194 km² y una densidad de población de 44,1 hab/km². Se encuentra a una altitud de 643 m sobre el nivel del mar, y a 130 km de la capital de la provincia, Cádiz.
La mayoría de sus tierras consisten en áreas de agricultura dedicadas principalmente al cultivo del olivo, encontrándose integrada en la Asociación Española de Municipios del Olivo, organización fundada en Olvera en 1996. Su excelente producción de aceite de oliva ha permitido que su industria aceitera haya sido incluida en la denominación de origen Sierra de Cádiz, junto a otros pueblos de la comarca y de la provincia de Sevilla. Otra importante actividad económica es la industria, teniendo en su haber desde el año 1990 el Premio Arco Iris del Cooperativismo concedido por la Junta de Andalucía.
Por el término municipal de Olvera trascurre la Vía Verde de la Sierra, la única ruta declarada de interés turístico de Andalucía. También ha sido considerada la mejor vía verde de Europa en los años 2005 y 2009. Asimismo dentro del territorio olvereño se encuentra la reserva natural del Peñón de Zaframagón que destaca por ser la mayor anidación de buitres leonados de Andalucía y una de las mayores de Europa.
Pueblo de raíces árabes, fue conquistada por Alfonso XI en 1327 incorporándola al reino de Castilla. La repoblación por parte cristiana fue llevada a cabo a través de una Carta puebla. Durante la guerra de la independencia, Olvera será sede de un destacamento francés. 
La localidad se encuentra declarada conjunto histórico-artístico desde el año 1983, contando con varios monumentos civiles y religiosos de gran valor artístico y arquitectónicos. También cuenta con varias fiestas declaradas de Interés Turístico como la Semana Santa o el Lunes de Quasimodo, siendo esta la romería más antigua de la provincia de Cádiz. Olvera es localidad de partida del Camino de la Frontera hacia Santiago de Compostela. 

## Toponimia
Existen varias teorías sobre el origen del nombre de Olvera, posiblemente proceda del árabe, aunque hay desacuerdo a su etimología. Para Adolfo de Castro sugiere que deriva de Al- Berr (el campo). En cambio otros autores como Antonio Poley o Luis de Igartiburu afirman que es un apócope de Olivera, debido a la gran cantidad de olivares en la zona, con el tiempo la “i” se ha perdido fonéticamente dando lugar al actual nombre. Estudios más recientes sugieren el origen de Wubira o Uriwila, opinión que comparten Arjona Castro y Ramos Santana.

## Símbolos
Escudo
Olvera ha contado históricamente con tres escudos. El primero estuvo en vigor desde tiempos remotos hasta 1877, el siguiente desde ese mismo año hasta 1969, año en que se adopta el actual, entrando en vigencia el 19 de diciembre de 1969 e inscrito en el Registro de Símbolos de Entidades Locales de Andalucía a fecha 30 de noviembre de 2005. Posee la siguiente descripción:

Las armas del municipio son: De gules, una torre donjonada de oro, mazonada de sable, acostada de dos ramas de olivo de sinople, fileteadas de plata, bordura de oro, con la inscripción «De mi sale la paz», en las letras de sable. Al timbre corona real abierta.

El escudo de la provincia de Cádiz fue adoptado por acuerdo de la Diputación Provincial el 2 de enero de 1786. Está compuesto por doce cuarteles que recogen los blasones municipales de las principales poblaciones gaditanas, el cuartel número cuatro corresponde al blasón de Olvera.
Bandera
La bandera local, creada en 1999, fue inscrita en el catálogo andaluz de símbolos de entidades locales en 2004 con la siguiente descripción:

Bandera rectangular, apaisada, en proporción 11 x 18, compuesta de tres franjas verticales, de igual anchura cada una de ellas, paralelas al asta, que será de madera pintada de color blanco. La primera franja de color celeste; la segunda o central de color blanco y la tercera de color verde. Centrado y sobrepuesto a la franja de color blanco irá el escudo municipal.
BOJA n º 246 de 22 de diciembre de 2004

## Geografía

### Localización
Se encuentra sobre los 36°56′ de latitud norte y los 0°16′ de la longitud oeste, a una altitud de 643 m s. n. m. La extensión superficial aproximada es de 194 km², siendo uno de los de mayor dimensión de la sierra de Cádiz. La distancia existente entre la capital y la localidad es de 130 km, siendo uno de los núcleos más alejados de esta.
Poblaciones limítrofes
El término municipal de Olvera limita al noroeste con el término de Coripe, al norte con Morón de la Frontera y Pruna y al noreste con Algámitas, todos son términos de municipios de la provincia de Sevilla; con la provincia de Málaga, al este, término de Cañete la Real; al suroeste con Algodonales; con El Gastor y Ronda al sur y al sureste con Torre Alhaquime y Alcala del Valle, tocando en dos de sus puntos al de Setenil. Al oeste de nuevo con Coripe y Algodonales.
| Noroeste: Coripe            | Norte: Morón de la Frontera, Pruna | Noreste: Algámitas                          |
| Oeste: Coripe , Algodonales |                                    | Este: Cañete la Real                        |
| Suroeste Algodonales        | Sur: El Gastor                     | Sureste: Alcala del Valle y Torre Alhaquime |

### Orografía

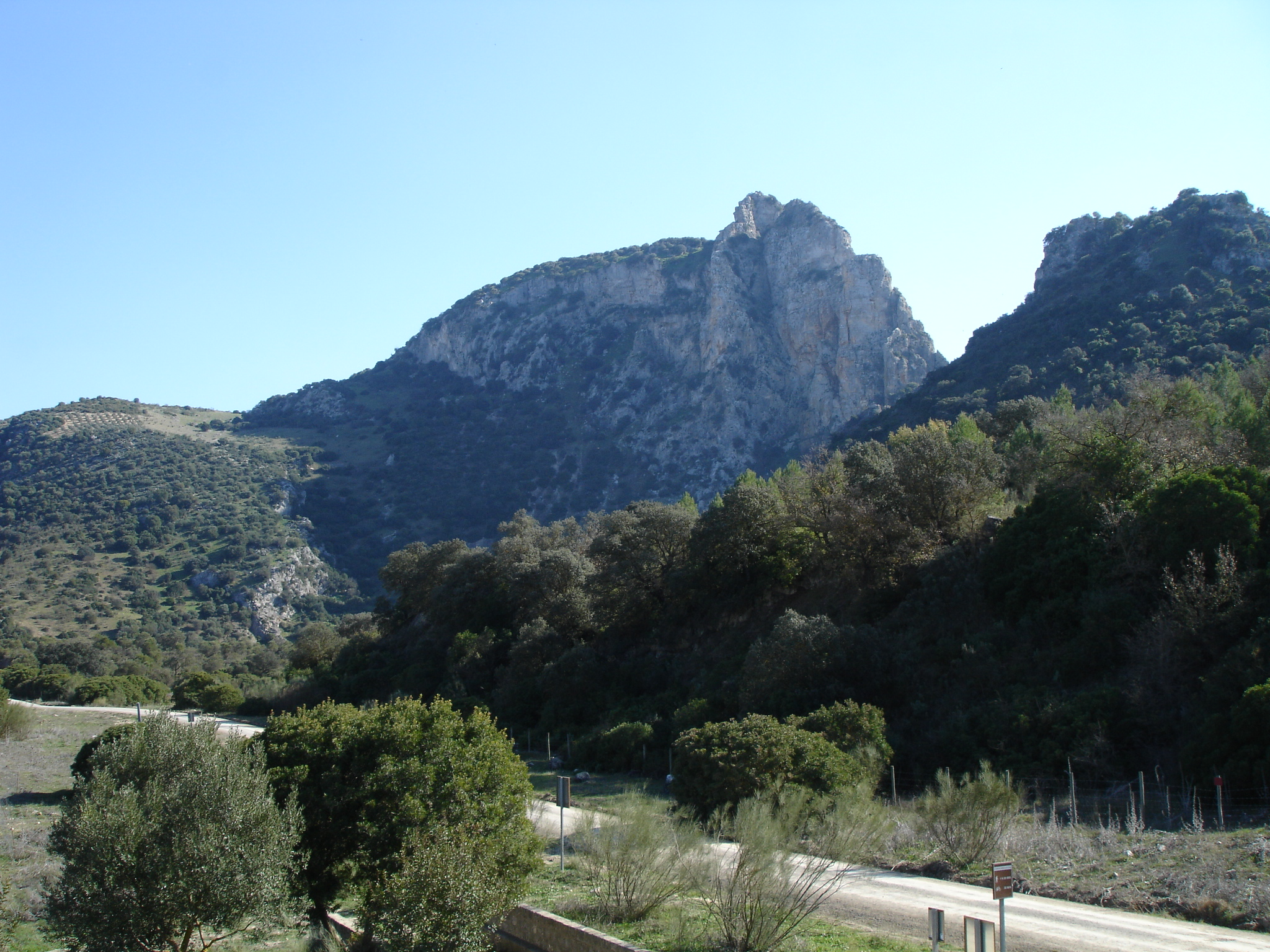
Peñón de Zaframagón

Olvera se encuentra situada en la sierra de Cádiz, ello implica que su relieve es muy accidentada, predominando las elevaciones montuosas típicas de la cordillera Subbética y escaseando las llanuras.
El punto más bajo del término municipal se sitúa a 290 m y el más alto se sitúa junto al término de Alcalá del Valle llegando a los 850 m. Otros importantes alturas son la sierra de las Harinas con 800 m, la sierra de Lijar y el Peñón de Zaframagón de 687 m.
La misma zona urbana está situada en el lomo de una colina a una altitud de 623 m s. n. m.
| Término municipal | Punto geodésico | Altitud | Número | Hoja MTN | Coordenadas                               |
| ----------------- | --------------- | ------- | ------ | -------- | ----------------------------------------- |
| Olvera            | Blanquilla      | 852,867 | 103727 | 1037     | 36°57′38″N 5°6′32″O / 36.96056, -5.10889  |
| Olvera            | Carasta         | 513,081 | 103664 | 1036     | 36°54′28″N 5°18′46″O / 36.90778, -5.31278 |
| Olvera            | Harinas         | 797,483 | 103678 | 1036     | 36°58′13″N 5°15′40″O / 36.97028, -5.26111 |
| Olvera            | Zaframagón      | 581,923 | 103648 | 1036     | 36°58′44″N 5°22′14″O / 36.97889, -5.37056 |

### Climatología
El clima en el término municipal de Olvera se caracteriza por ser de tipo mediterráneo, con veranos cortos y calurosos e inviernos fríos y largos, llegando a alcanzar temperaturas extremas en invierno y superando los 40 °C en la época estival.
La pluviometría de la zona tiene una media de 600 mm en el año agrícola, con veranos de escasas lluvias y normales el resto del año. En 2010 se sobrepasaron los 900 mm, siendo uno de los más lluviosos de los últimos años.

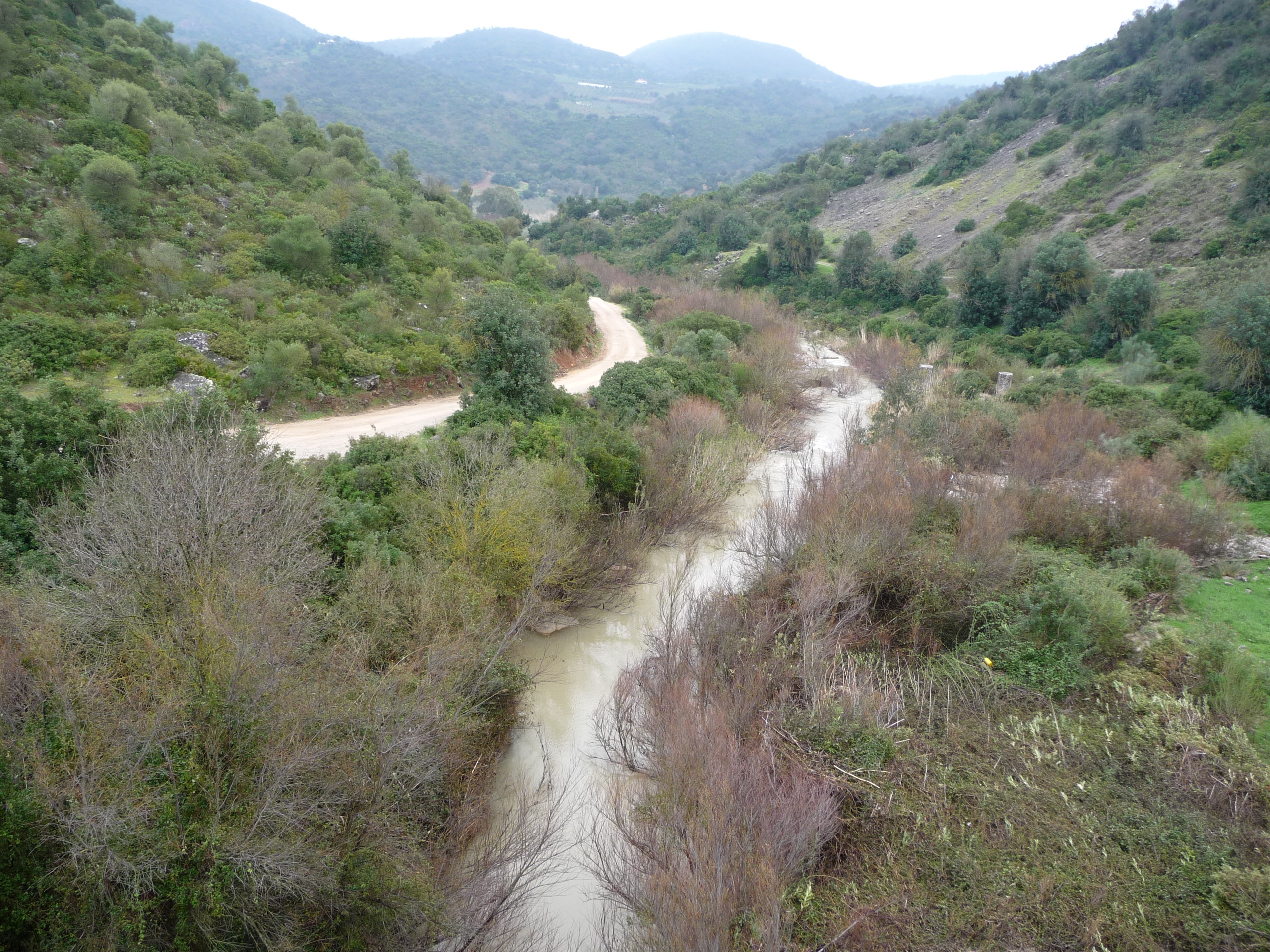
Río Guadalporcún.

| Parámetros climáticos promedio de Olvera | Parámetros climáticos promedio de Olvera | Parámetros climáticos promedio de Olvera | Parámetros climáticos promedio de Olvera | Parámetros climáticos promedio de Olvera | Parámetros climáticos promedio de Olvera | Parámetros climáticos promedio de Olvera | Parámetros climáticos promedio de Olvera | Parámetros climáticos promedio de Olvera | Parámetros climáticos promedio de Olvera | Parámetros climáticos promedio de Olvera | Parámetros climáticos promedio de Olvera | Parámetros climáticos promedio de Olvera | Parámetros climáticos promedio de Olvera |
| Mes                                      | Ene.                                     | Feb.                                     | Mar.                                     | Abr.                                     | May.                                     | Jun.                                     | Jul.                                     | Ago.                                     | Sep.                                     | Oct.                                     | Nov.                                     | Dic.                                     | Anual                                    |
| ---------------------------------------- | ---------------------------------------- | ---------------------------------------- | ---------------------------------------- | ---------------------------------------- | ---------------------------------------- | ---------------------------------------- | ---------------------------------------- | ---------------------------------------- | ---------------------------------------- | ---------------------------------------- | ---------------------------------------- | ---------------------------------------- | ---------------------------------------- |
| Temp. máx. media (°C)                    | 15                                       | 16                                       | 18                                       | 20                                       | 22                                       | 25                                       | 27                                       | 28                                       | 27                                       | 23                                       | 19                                       | 16                                       | 21                                       |
| Temp. mín. media (°C)                    | 9                                        | 10                                       | 12                                       | 13                                       | 15                                       | 18                                       | 20                                       | 21                                       | 20                                       | 17                                       | 13                                       | 10                                       | 14                                       |
| Precipitación total (mm)                 | 79                                       | 66                                       | 58                                       | 52                                       | 40                                       | 5                                        | 0                                        | 4                                        | 32                                       | 71                                       | 84                                       | 101                                      | 594                                      |
| [cita requerida]                         |                                          |                                          |                                          |                                          |                                          |                                          |                                          |                                          |                                          |                                          |                                          |                                          |                                          |

### Hidrografía
La red hidrográfica está formada por ríos y arroyos de escasa longitud y escaso caudal. Los dos ríos principales son el Guadalporcún y el Guadamanil, ambos afluentes del Guadalete.
Los riachuelos Alfonso, Bermejo y La Muela desembocan en el Guadalporcún, mientras que el río Salado lo hace en el Guadamanil.
En la parte noroeste del término, existen algunos arroyos que desembocan en el río Corbones, afluente del Guadalquivir, destacando el arroyo del Encantado.

### Ecología
Fauna
Hay que destacar, que dentro del territorio municipal, encontramos la mayor anidación de buitres leonados de Andalucía y una de las más importantes de Europa, en la reserva natural del Peñón de Zaframagón, una peña situada al noroeste del núcleo urbano, a una distancia de 14 km. aproximadamente. Además hay que resaltar que el Peñón de Zaframagón está catalogado como Zona de Especial Protección para las Aves desde el año 2002.
Otras rapaces que podemos encontrar tanto en el Peñón de Zaframagón cómo en el resto del término son el alimoche, las águilas calzada o culebrera, azores, gavilanes, cernícalos o halcones. Sin olvidar aves menores como la perdiz roja, las paloma torcaz y bravía, o los zorzales, unos incansables visitantes invernales. En todo el término municipal se encuentran clasificadas más de 100 especies de aves. 
Entre los mamíferos predominan el zorro, la jineta, el tejón, el meloncillo o el jabalí, así como la caza menor, destacando el conejo y la liebre. Además existe una gran variedad de reptiles.
Flora

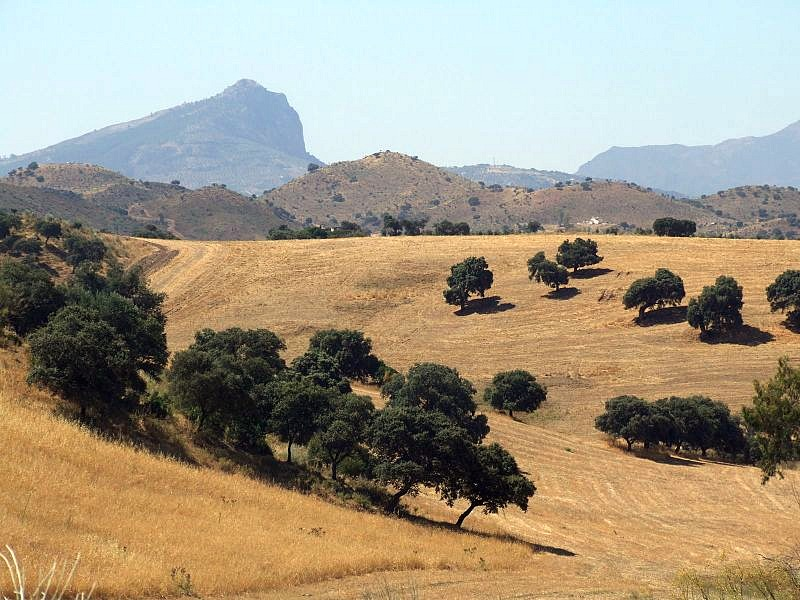
Encinas en los montes olvereños.

Entre las especies vegetales más significativas encontramos al olivo para cultivo y la encina, uno de los árboles más característicos del clima mediterráneo. Además son muy típicos en los paisajes mediterráneos el algarrobo, muy conocido y apreciado por los árabes quienes utilizaban las semillas de la algarroba para medir, el Quilate. Otros árboles característico son el quejigo, acebuches, olmos, sauces, álamos, etc. Hasta llegar a un total de 90 especies. 
Los montes olvereños se caracterizan por una cantidad de flores silvestres como amapolas o jaramagos. Los arbustos que encontramos son los típicos del clima mediterráneo como el lentisco, la jara pringosa, el romero, la retama, la adelfa, la chumbera o la pita. Entre la vegetación de rivera habría que destacar la importancia de los tarays. Las tagarninas y los espárragos trigeros son también característicos de las sierras olvereñas.

## Historia

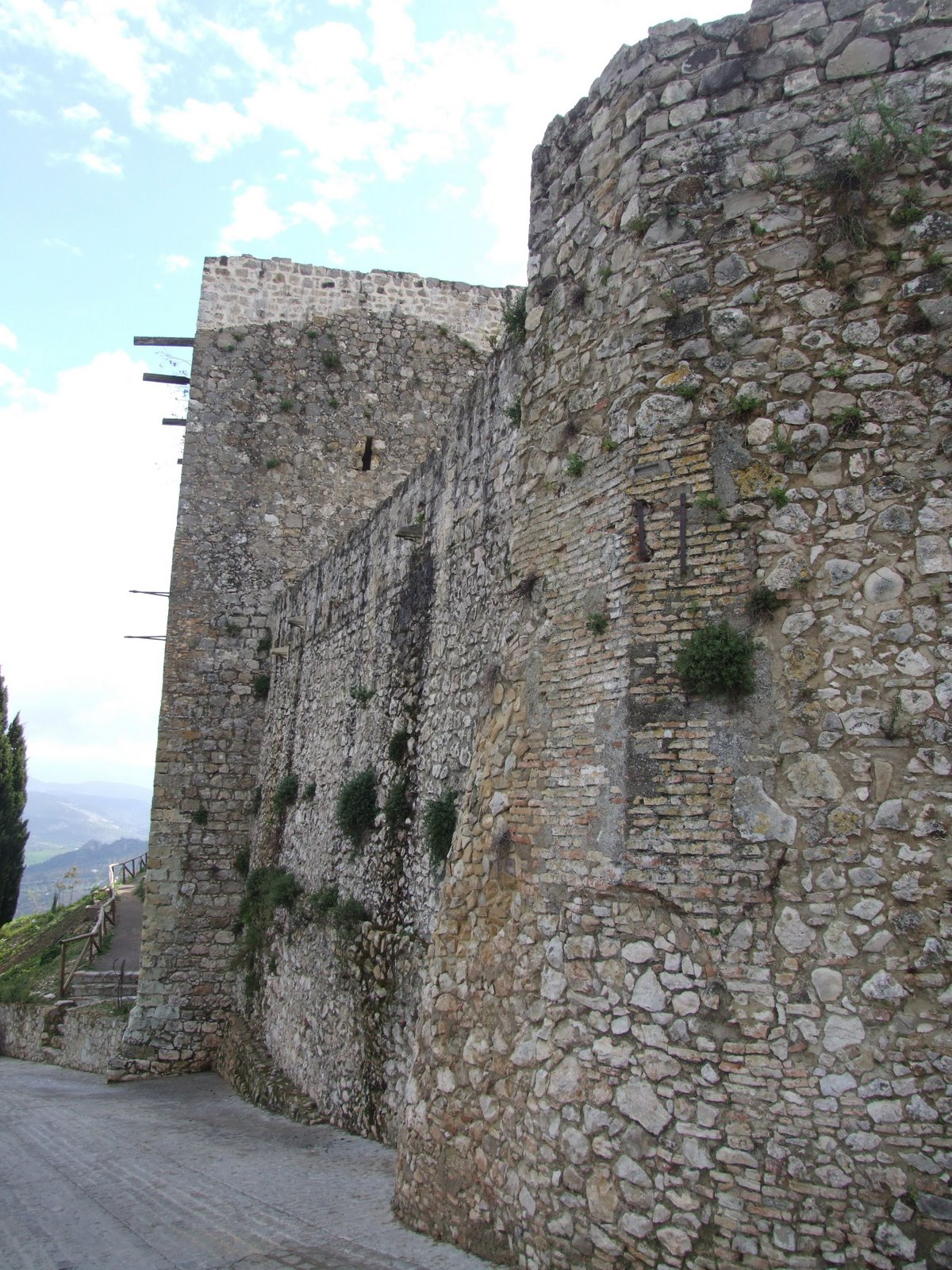
Restos de la muralla musulmana.

### Edad Antigua
Por desgracia, la falta de datos concretos y de estudios en la zona sobre el verdadero origen del pueblo hace que se hable de suposiciones de historiadores. Unos piensan que en las proximidades de la actual ciudad se encontraba un asentamiento denominado Caricus, en tiempo de los celtas. También se ha sugerido la existencia de una ciudad llamada Gran Cenosia, que estaría asentada en las proximidades del actual núcleo, por la época de los Visigodos, en la zona de Valle Hermoso.
Diversos autores ha intentado seguir el rastro de la primitiva Olvera durante la época romana. Se ha sugerido el nombre de Ilippa o Ilipula Minor, asentamiento que se ajusta geográficamente en un mapa de la España Romana, editado en 1879, entre Morón y Ronda. Pero lo cierto es que nombres como Hippa o Hippo Nova también suenan como posibles nombres del asentamiento, apelativos mencionados por Plinio en su "Historia". En el término de Olvera, concretamente en la sierra de Lijar, se encontraron numerosos restos romanos en el verano de 1986. El arqueólogo Lorenzo Perdigones redactó un informe donde se manifestaba la existencia de un asentamiento romano en el lugar, datado, posiblemente, en los finales del siglo III d. C.

### Edad Media
A principios del siglo VIII, los musulmanes se aprovechan de las luchas internas de los visigodos para invadir la península. En una fase temprana de la ocupación, los bereberes se extienden por la sierra gaditana, ocupando los antiguos núcleos de la zona. Es posible que la localidad se convirtiera en la Calcena que describe Al-Himyari, una importante ciudad, cabecera de la Cora de Saduna.
Conquista

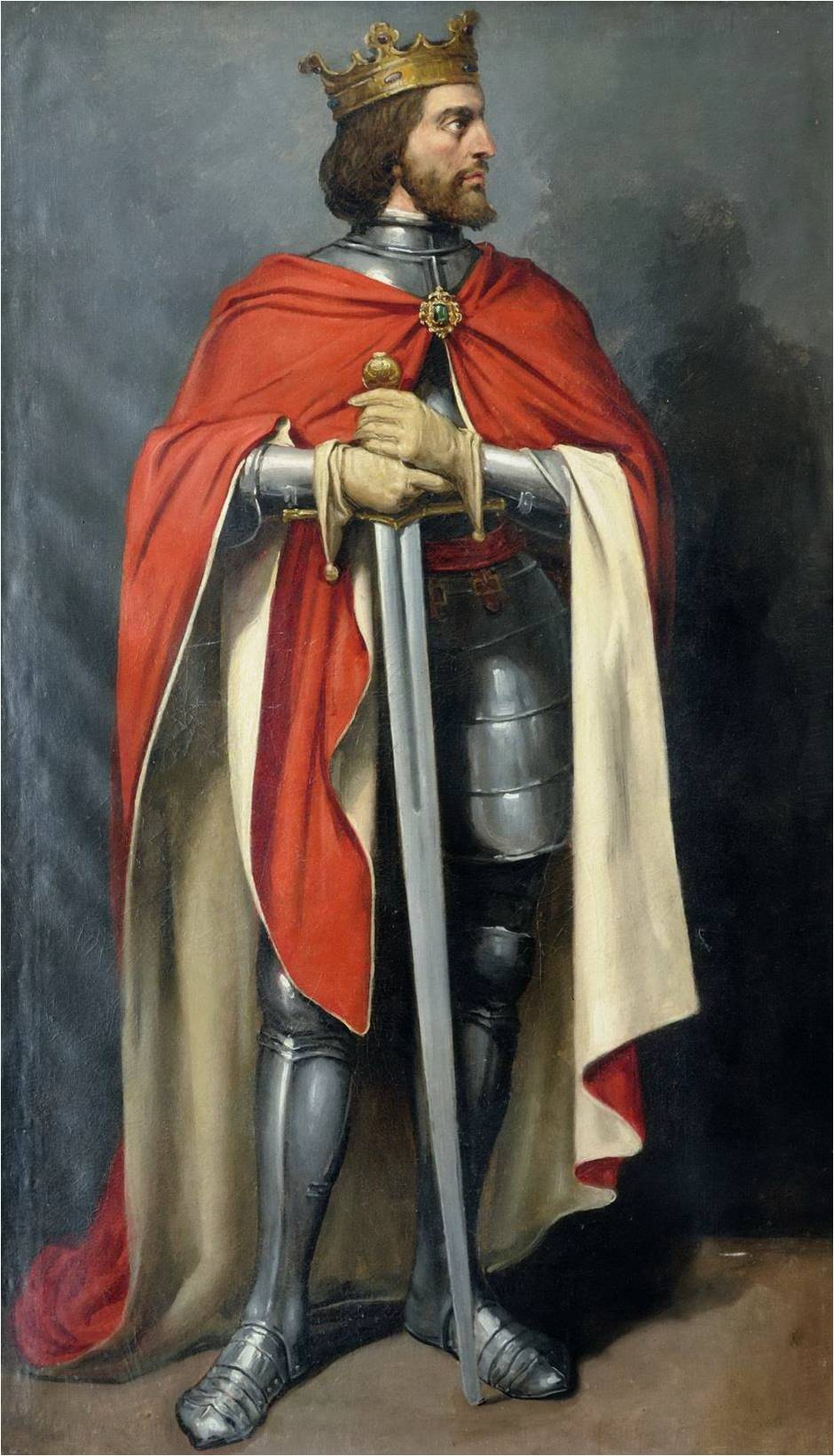
Alfonso XI conquista Olvera en 1327.

Olvera se situaba en la frontera entre el reino de Castilla y el reino de Granada, por eso era frecuente que los cristianos intentaran conquistarla. Uno de los intentos más importantes es el llevado a cabo por Don Juan Manuel, suegro de Alfonso XI en el verano de 1326, pero al ver lo estratégicamente situado que estaba y las murallas, desiste de su intento.
La conquista cristiana se planifica en Sevilla, lugar hacía donde se traslada el rey Alfonso XI en marzo de 1327. La conquista de Olvera no era un hecho aislado militar, formaba parte de la estrategia de conquistar el estrecho de Gibraltar, zona de vital importancia tanto para el reino de Castilla, como para el de Granada.
El rey celebra Cabildo para asesorarse del lugar por donde debería empezar su lucha y de lo que allí sucedió nos da cuenta la crónica:

Et desque el rey llegó a Sevilla, vinieron a él todos los ricos homes et caballeros de la frontera… Ovo un Consejo a quel parte ir a  tierra de los moros do podiese facer algún servicio a Dios el ensalzamiento de la corona de los reynos… et los reynado de Sevilla decían que era bien en comenzar la conquista por aquella comarca do el rey estaba. Et fincó el Consejo… et acordaron luego fuesen cercar a Olvera, una villa muy fuerte que teníam los moros. Et salió el rey de Sevilla, con todos su hueste...

El ejército real parte de Sevilla el 15 de julio de 1327, junto al monarca iban numerosos nobles. El asedio dura varios días pero no toda la tropa participa. Otra parte se dedica a saquear los pueblos cercanos. 
La guarnición de Olvera no puede resistir el definitivo asedio cristiano que se apoya en «máquinas e ingenios bélicos» que atemorizan a los moros nazaríes, decidiendo rendir la ciudad a finales del mes de julio. Tras las negociaciones que siguen a la rendición, Ibrahim ibn Utmán consigue que se respete la integridad de la guarnición mora de Olvera y que cada uno de sus habitantes conserve sus viviendas y bienes.
Época cristiana

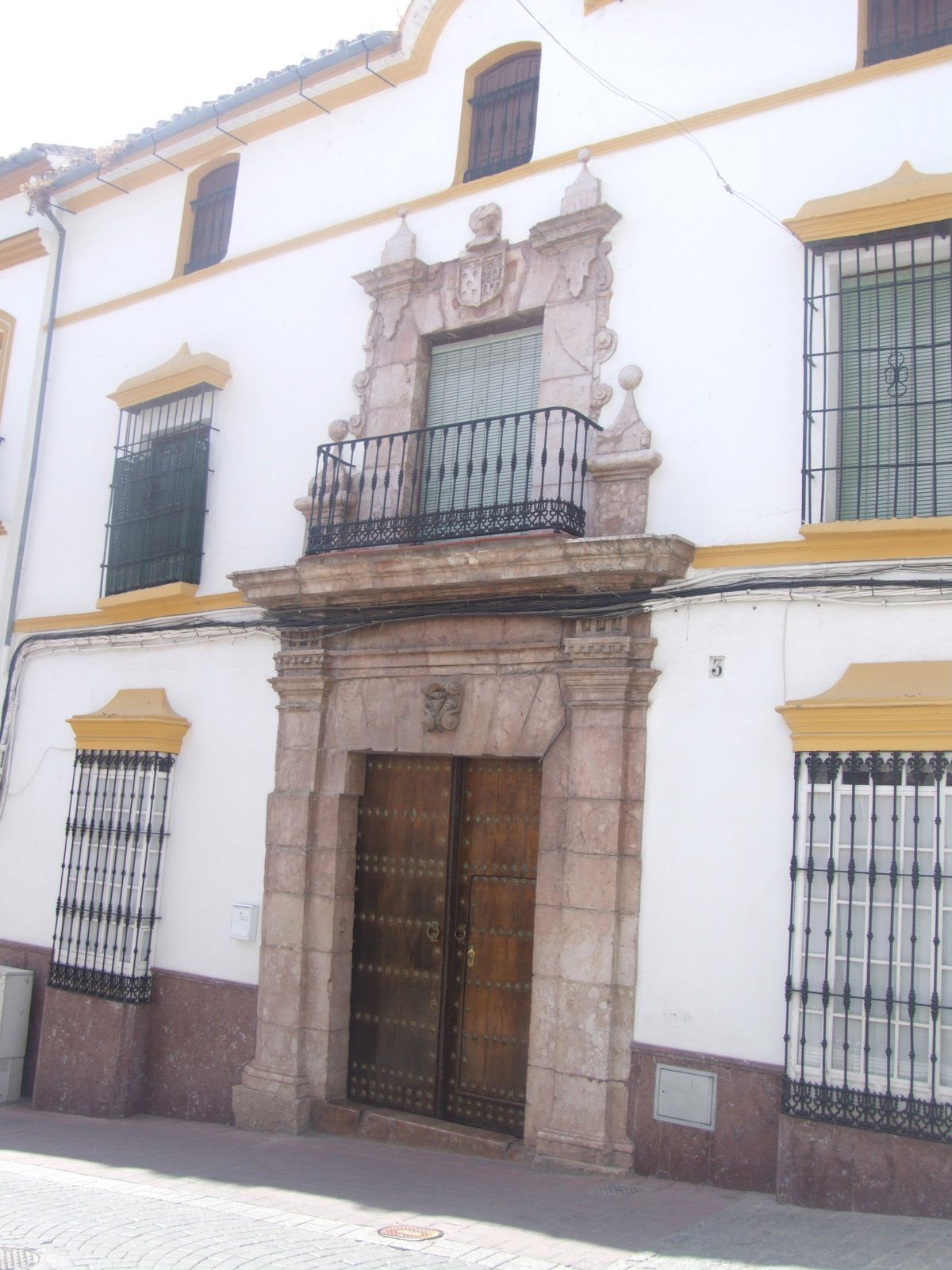
Casa señorial en Olvera.

Ocupada la villa, la mayoría de musulmanes la abandonan. La aldea se repuebla a través de una “Carta puebla” emitida el 1 de agosto de 1327, con la cual se le quitaban las penas a todos aquellos criminales y presos por permanecer un año y un día en la villa. De ahí el refrán: «Mata al hombre y vete a Olvera». Esta manera de repoblamiento es aplicada por primera vez en Olvera y se extiende posteriormente por toda la frontera.
A esta nueva adquisición del reino de Castilla se le denomina Olivera, nombre dado por el mar de olivos que rodean su entorno. El primer alcaide cristiano de Olivera es Rui González de Manzanero.
Tres casas señoriales tuvieron el dominio de Olvera. Tras los continuos ataques musulmanes, la villa pasa a formar parte de los Pérez de Guzmám siendo primer señor de Olvera Álvar Pérez de Guzmán en 1330. En 1395 Alvar Pérez de Guzmán III, cuarto señor de Olvera concierta el matrimonio de su hija Isabel con el hijo de los Stúñiga, Pedro González de Stúñiga, prometiendo como dote la villa de Olvera pasando en 1407 a formar parte de las posesiones de los Stúñiga. En 1460 es vendida por 1 700 000 maravedíes a los Téllez Girón.
En los años 1481 y 1482, los musulmanes intentan recuperar Olvera en varias ocasiones. En 1485 tras la conquista de Ronda, los Reyes Católicos adelantan la frontera y suspenden el pago que realizaban a los mantenedores de las ciudades fronterizas, perdiendo Olvera importancia estratégica.

### Edad Moderna
En los inicios del siglo XVI se levantó a 2 km de Olvera, en el lugar llamado "los pinos", una pequeña ermita en cuyo altar se colocó de la imagen de la Virgen de los Remedios.

Reino de Sevilla de la Corona de Castilla. En amarillo, las tierras del Ducado de Osuna, al que perteneció el Señorío de Olvera.

En 1562, Pedro Téllez Girón se convierte en duque de Osuna, que serán los señores de la villa hasta 1843, año en el que quiebra la familia, y en el que el título de señor de Olvera queda vacante hasta que en el 8 de agosto de 1974, el jefe del Estado en funciones, el entonces príncipe de España Juan Carlos de Borbón, se rehabilita al general Vicente Fernández Bascarán en el citado título tras demostrarse su parentesco con el último Señor de Olvera. En 1976, el entonces jefe del Estado, Juan Carlos I, convalida una serie de títulos nobiliarios otorgados durante el franquismo, entre ellos se encuentra el Señorío de Olvera, al cual se le otorga Grandeza de España.
En aquella época llega a Olvera los ecos de la rebelión de los moriscos en las Alpujarras. Los musulmanes convertidos a la fuerza al cristianismo y sometidos a crecientes presiones, estallan en una revuelta que pronto se extiende por la sierra gaditana. El problema acaba con la expulsión de los moriscos de España en 1609.

### Edad Contemporánea

#### SigloXIX
Guerra de la Independencia
El siglo XIX comienza con la invasión francesa de España, la zona de Olvera queda dentro del territorio asignado al 4.º ejército francés. Los franceses establecen una importante guarnición en Ronda, desde donde se desplazan destacamentos hasta Morón, Zahara y Olvera.
En dos ocasiones invaden los franceses Olvera. La primera ocurre el 20 de marzo de 1810 siendo meramente de paso, ya que el destacamento francés se dirigía hacia Ronda desde Sevilla, pasando aquella la noche en Olvera. Jean Michel Rocca, soldado suizo al servicio de Napoleón, dejó escritas unas memorias de la reducida estancia en Olvera.
La segunda invasión tiene lugar el 5 de abril de 1810 durando más de dos años. Durante ese período los franceses cometen numerosas tropelías en el municipio, entre las que destacan asaltos a las iglesias, deterioros en las murallas y el castillo, daños en la casa consistorial y quema del archivo municipal, etc. Además de innumerables pérdidas humanas por parte de ambos bandos.
En la sierra gaditana y malagueña, lo escarpado del terreno favorece la aparición de partidas de guerrilleros que traerán a mal vivir a los franceses. Muchos guerrilleros participan en las guerrillas, como el franciscano capuchino Antonio Porras (Fray Miguel de Olvera) fusilado en 1811 o el destacado guerrillero Tomás de Anoria. Bastante mal parado, el ejército francés se retira de la serranía en 1812.
En 1833, con la reforma administrativa, organizando el país en provincias, Olvera es segregada de Sevilla y desde 1834 Olvera queda encuadrada en la provincia de Cádiz.

Revolución de 1868

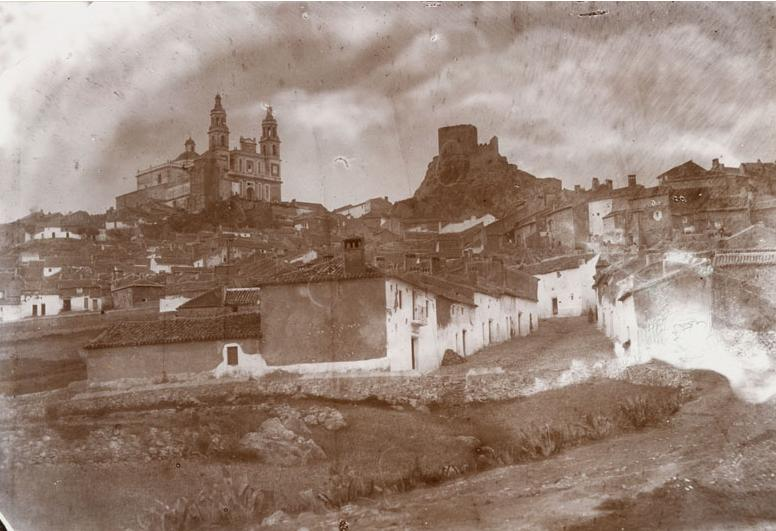
Olvera en 1878.

En 1868 comienza en Cádiz la revolución conocida como La Gloriosa, la localidad la recibe con alborozo. Las corporaciones municipales se convierten en Juntas Revolucionarias, pero estas juntas estaban formadas por las mismas personas que gobernaban los pueblos. En el caso de Olvera, el alcalde Francisco Villalba pasó a ser Presidente de la Junta Revolucionaria. Francisco Villalba se opone a que el pueblo sea el que elija a su máxima autoridad, pero los ciudadanos se revelan y por la votación de 1310 vecinos, pasa a ser nuevo presidente de la junta, José Bocanegra Sabina. Solo una semana duró, ya que el ministro de la gobernación destituye al nuevo ayuntamiento y repone de sus cargos a los anteriores. Tras un breve paso por la república, en 1877 el rey Alfonso XII concede a la villa “Título de Ciudad”, en agradecimiento a ciertos caballos que le presta el pueblo de Olvera para una de las guerras carlistas.
La comunicación con el exterior de la ciudad es el principal factor de cambio. El 20 de agosto de 1892 comienza a funcionar la primera estación telegráfica.

#### SigloXX
En la primera mitad del siglo XX se construirán las primeras carreteras que llegan a Olvera. En 1904 la carretera que conectaba a Olvera con Pruna, Morón de la Frontera y Sevilla. En 1905 la carretera hacia Algodonales y en 1908 la que conectaba la localidad con Ronda.
En 1904, el municipio recibe por primera vez "fluido eléctrico para el alumbrado público" a través de la Fábrica de luz. El agua potable llega en 1914 e inicialmente únicamente abastecía a las fuentes públicas.
Dictadura de Primo de Rivera
Los años de la dictadura de Primo de Rivera suponen un respiro económico para los olvereños que se benefician de diversos trabajos, destacando la construcción de la vía del ferrocarril que unía Jerez con Almargen, recorriendo de este a oeste el término municipal de Olvera. El proyecto no llegó a terminarse. Hoy día se ha convertido el trazado en la Vía Verde de la Sierra. Otra importante construcción fue el Monumento al Sagrado Corazón.
Segunda República
Con la República cobra auge el movimiento obrero. A diferencia de muchos puntos de Andalucía la CNT solo contaba en Olvera con 80 militantes. Sin embargo, la UGT era mayoritaria en Olvera, con organizaciones como la "Sociedad de Obreros Agrícolas "El Triunfo"" con 1150 afiliados y el "Sindicato Agrícola "Los Previsores". Olvera era la localidad con más arrendatarios ugetistas de la provincia e Izquierda Republicana el partido más votado
Guerra civil (1936-1939) y dictadura franquista(1939-1976)
Con la rebelión militar producida en julio de 1936 la corporación no duda en proclamar cual es su sitio:

"En vista de las actuales circunstancias gravísimas que atraviesa la República Española, este ayuntamiento fiel siempre al régimen republicano, se constituye en este acto en sesión extraordinaria, dispuesto en todo momento a defenderla."

El ayuntamiento ordena incautar todas las radios del municipio para que no se pudiera escuchar la propaganda de los rebeldes. Sin embargo, la localidad es ocupada por una tropa de regulares y falangistas procedente de Jerez de la Frontera el 28 de julio de 1936. 
Desde que se proclamó el estado de guerra por los sublevados, el bando franquista no fue capaz de tomar el timón del pueblo, y hasta el día 27 los republicanos controlaban algunos barrios y los sublevados los demás. El día 27 de madrugada fuerzas republicanas procedentes de Ronda ocupan Olvera. Pero a las pocas horas (el 28 de julio) a las 9 de la mañana los franquistas tomaron la ciudad olvereña quedando así finalizada la guerra civil en la localidad.
Una vez acabada la contienda se desató una feroz represión contra cualquiera que no hubiese tomado partido de la sublevación. El saldo de muertes del pueblo debido al conflicto fue aproximadamente: de 14 fallecidos por el bando franquista, y 200 por los republicanos. Inclusive tres olvereños estuvieron en campos de concentración nazis, llegando solo uno a sobrevivir.
Durante los años de la posguerra la ciudad vive una profunda crisis que provoca la emigración de muchos olvereños al norte de España y a países como Francia, Países Bajos, Suiza y Alemania. 
Democracia
La instauración de la democracia y la promulgación de la Constitución española de 1978 se convierte en el punto de partida de una nueva etapa en toda la nación. Las elecciones celebradas con posterioridad son ganadas en Olvera por el PSOE con 9 concejales, seguido de UCD con 6 y de PCE con 2. El alcalde socialista, Antonio Sánchez Trujillo se convierte en el primer alcalde de la democracia. De su mano, el consistorio comienza un importante proceso de modernización y adaptación de las infraestructuras a los nuevos tiempos.
La historia más reciente del Olvera nos lleva a la declaración de conjunto histórico-artístico en 1983.

## Población y ordenación urbana

### Núcleos de población
La mayoría de la población vive en la localidad, aunque existen hoy en día poblamientos diseminados y de escasos residentes, son: Guadamanil, Líjar, La Sierra, Valle Hermoso Alto, Valle Hermoso Bajo, Zaframagón y Cabañas. Sus habitantes se dedican mayoritariamente a la agricultura y a la ganadería.

## Demografía
Olvera cuenta con una población de 7864 habitantes (INE 2024).
| Gráfica de evolución demográfica de Olvera entre 1842 y 2021                                                        |
| |
| Población de derecho según los censos de población del INE Población de hecho según los censos de población del INE |

Población extranjera
En los últimos años se ha producido un importante incremento en la población extranjera, estando censados 202 extranjeros en 2011, sobre todo del Reino Unido con 128 censos. En 2002 solamente había censados 32 extranjeros en la localidad. Con una diferencia de 170 extranjeros en tan solo nueve años.

## Urbanismo

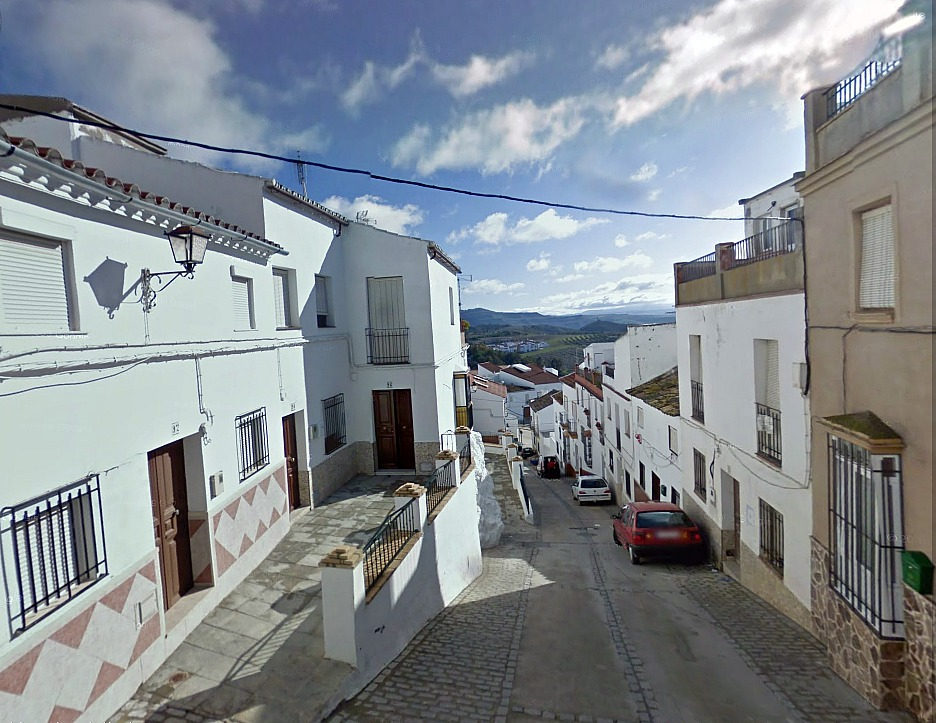
Calle Maestro Amado, a la izquierda se pueden apreciar las típicas albarradillas del casco histórico

Que Olvera haya pertenecido durante años a la frontera afecta de manera importante a la estructura urbana del municipio. Siendo una fortaleza defensiva, sus primeras calles se construyen junto al castillo (situado en una roca en el lomo de una colina) y a la antigua mezquita, dentro del recinto amurallado, es el actual barrio de La Villa, un laberinto caótico de calles entrelazadas y estrechas, alrededor de las murallas.
Tras la reconquista, la población va creciendo y la expansión inicial se produce fuera del recinto amurallado durante los siglos XV y XVI, siendo el primer barrio de extramuros el conocido como El Socorro. El núcleo urbano tiene que ir ajustándote a la fisonomía del terreno, grandes pendientes o importantes núcleos rocosos. Las calles se trazan buscando las pendientes más suaves aunque a veces no se consiguen llegando algunas calles a superar más del 25% de pendiente, como las calles Salada, Guarino y El Gastor. En muchas calles se construyen albarradillas para evitar esas pronunciadas pendientes.
A partir del siglo XX, se produce el ensanche hacia la parte este adaptándose a terrenos más llanos. Se comienza la construcción de grandes avenidas.

## Administración y política

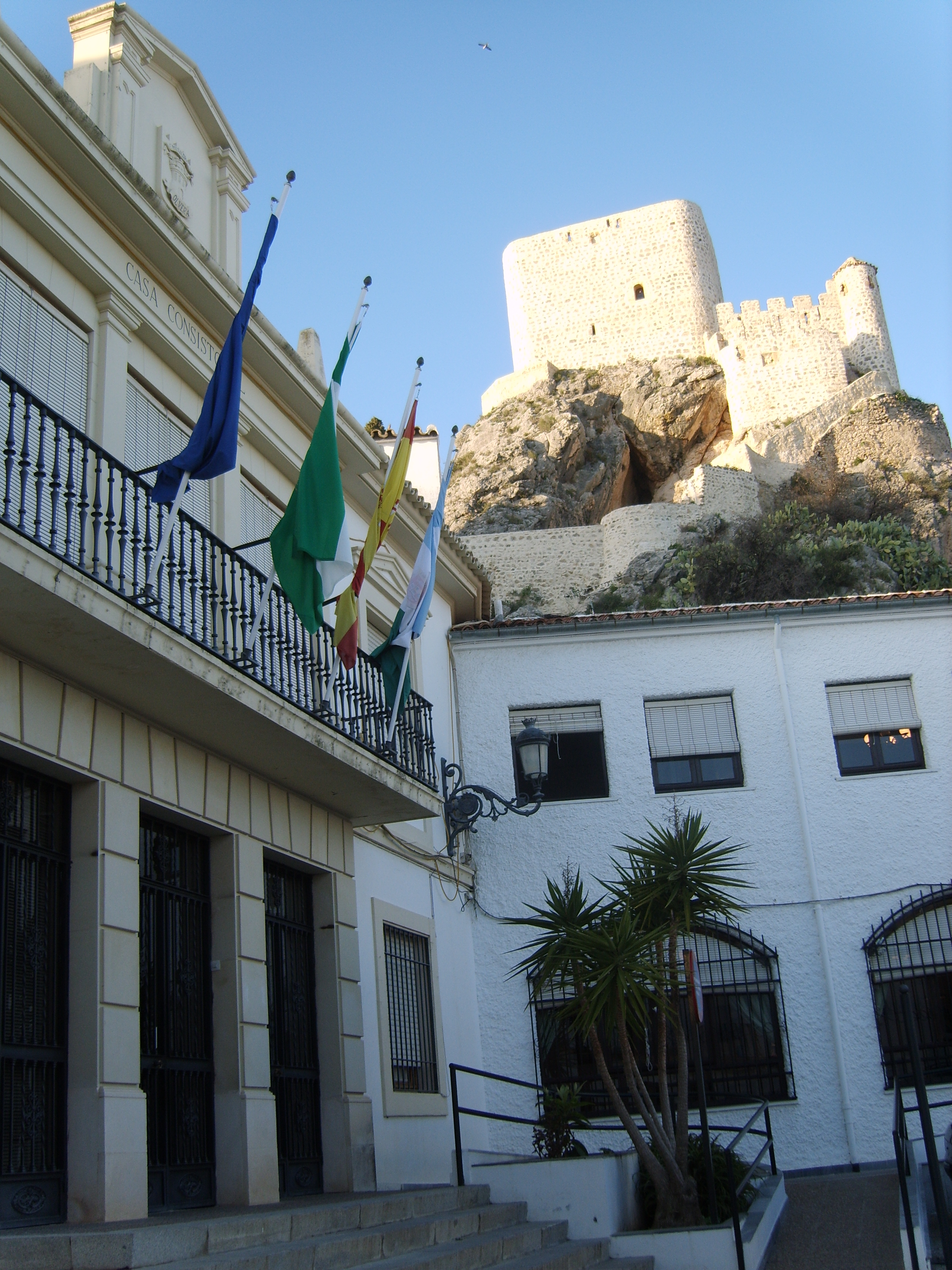
Casa consistorial y castillo árabe

La administración política del municipio se realiza a través de un Ayuntamiento de gestión democrática cuyos componentes se eligen cada cuatro años por sufragio universal. El censo electoral está compuesto por todos los residentes empadronados en Olvera mayores de 18 años y nacionales de España y de los restantes Estados miembros de la Unión Europea. Según lo dispuesto en la Ley del Régimen Electoral General, que establece el número de concejal es elegibles en función de la población del municipio, la corporación municipal de Olvera está formada por 13 concejales.
Los partidos a nivel local que existen en 2022 son: PSOE, Adelante Olvera (Unión de IU y Podemos) y el PP, los tres han tenido participación electoral desde las primeras elecciones locales, aunque con diversas siglas. A estos se une la configuración de un núcleo de Vox en la localidad. 
Ayuntamiento

Desde las primeras elecciones municipales democráticas en 1979 hasta el año 2007 en Olvera había gobernado el PSOE, a excepción de 1983, que gobernó una escisión del propio PSOE. En las elecciones municipales de 2007, los 2 concejales del PP apoyan con sus votos la investidura del candidato de Izquierda Unida , evitando así un nuevo gobierno del PSOE. En las últimas elecciones municipales celebradas en 2011, IU gana las elecciones y obtiene 6 concejales, el PSOE obtiene 5 concejales y el PP 2 concejales, siendo proclamado alcalde Fernando Fernández. 
| Partidos/año | 1979 | 1983 | 1987 | 1991 | 1995 | 1999 | 2003 | 2007 | 2011 | 2015 | 2019 | 2023 |
| --- | ---- | ---- | ---- | ---- | ---- | ---- | ---- | ---- | ---- | ---- | ---- | ---- |
| IU | 21   | 1    | 1    | 1    | 1    | 1    | 2    | 4    | 6    | 5    | 59   | 5    |
| PSOE | 9    | 2    | 9    | 7    | 5    | 7    | 7    | 6    | 5    | 5    | 6    | 6    |
| PP | -    | 24   | 14   | 2    | 4    | 4    | 2    | 3    | 2    | 3    | 2    | 2    |
| Otros | 62   | 83   | 25   | 36   | 37   | 16   | 28   | -    | -    | -    | -    | 010  |
| 1 En 1979 y 1983, se presentó como PCE. 2 En 1979, se presentó UCD. 3 En 1983, se presentaron GOI(7) y CIO(1). 4 En 1983 y 1987, se presentó como Alianza Popular. 5 En 1987, se presentó CDS. 6 En 1991 y 1999, se presentó PA. 7 En 1995, se presentó CIP. 8 En 2003, se presentó GIRO. 9 En 2019, pasó a denominarse Adelante Andalucía. 10 En 2023, se presentó Vox. |      |      |      |      |      |      |      |      |      |      |      |      |

Alcaldes
| Periodo   | Nombre                                                        | Partido |
| --------- | ------------------------------------------------------------- | ------- |
| 1979-1983 | Antonio Sánchez Trujillo                                      | PSOE    |
| 1983-1987 | Federico Hernández Pérez Francisco Menacho Villalba           | PSOE    |
| 1987-1991 | Francisco Menacho Villalba Cristóbal Reina Rendón             | PSOE    |
| 1991-1995 | José Medina Cabeza                                            | PSOE    |
| 1995-1999 | Paco Párraga Rodríguez                                        | PSOE    |
| 1999-2003 | Paco Párraga Rodríguez                                        | PSOE    |
| 2003-2007 | Paco Párraga Rodríguez                                        | PSOE    |
| 2007-2011 | Fernando Fernández Rodríguez                                  | IU      |
| 2011-2015 | Fernando Fernández Rodríguez José Luis Del Río Cabrera        | IU      |
| 2015-2019 | Paco Párraga Rodríguez                                        | PSOE    |
| 2019-2023 | Paco Párraga Rodríguez Remedios Palma (desde octubre de 2022) | PSOE    |
| 2023-act. | Remedios Palma                                                | PSOE    |

Organización municipal
Son los niveles esenciales de la organización administrativa municipal, y comprenden cada una de ellas uno o varios sectores funcionalmente homogéneos de materias de competencia de la Administración del municipio. Las Áreas de Servicio del organigrama municipal son las siguientes: Empleo, Personal, Servicios Sociales y Acción Social, Tráfico Y Seguridad Ciudadana, Servicios Municipales y Conservación Urbana, Desarrollo Rural y Caminos Rurales, Medio Ambiente, Deportes, Consumo y Comercio, Educación, Mujer, Turismo, Festejos, Cultura, Juventud y Participación Ciudadana.
Pleno municipal
El pleno municipal constituye el órgano de máxima representación política de la ciudadanía en el gobierno municipal y tiene entre otras competencias la aprobación de las ordenanzas municipales, los presupuestos municipales, los planes de ordenación urbanística y el control y fiscalización de los órganos de gobierno. El pleno es convocado y presidido por el alcalde y está integrado por los concejales del ayuntamiento.
Presupuesto municipal
El presupuesto municipal liquidado de gastos, correspondiente al ejercicio de 2020, fue de 6.564.123,08 €, correspondiendo a un gasto de 832,27 € por habitante.

### Administración judicial
Olvera pertenece al partido judicial número 2 de Cádiz con sede en Arcos de la Frontera, además de Olvera abarca los siguientes municipios: Alcalá del Valle, Algar, Algodonales, Bornos, Espera, El Gastor, Puerto Serrano, Setenil de las Bodegas, Torre Alháquime y Villamartín.
Por otra parte la localidad dispone de una Notaría, una oficina del Registro de la propiedad y un juzgado de paz.

## Infraestructuras y equipamientos

### Bienestar Social

#### Educación

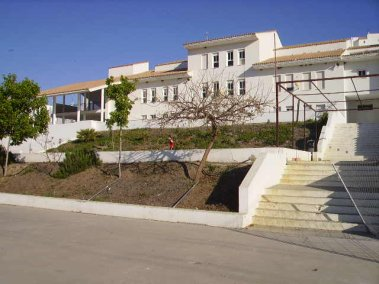
C.P.E.P. "Miguel de Cervantes".

La oferta educativa de carácter público que existe en la localidad consiste en los siguientes centros:
| Tipo de centro                                                       | Enseñanza                 | Dirección                  |
| -------------------------------------------------------------------- | ------------------------- | -------------------------- |
| Escuela Infantil El Olivo                                            | Infantil                  | Av. Julián Besteiro, 4     |
| Colegio Público Gloria Fuertes                                       | Infantil                  | C/. Juan Acevedos, s/n     |
| Colegio Público de Educación Primaria San José de Calasanz           | Primaria                  | Av. Julián Besteiro, s/n   |
| Colegio Público de Educación Infantil y Primaria Miguel de Cervantes | Infantil y Primaria       | C/.Cañosanto, 2            |
| Instituto de Educación Secundaria IES Sierra de Lijar                | Secundaria                | Av. Manuel de Falla, s/n   |
| Instituto de Educación Secundaria IES Zaframagón                     | Secundaria y Bachillerato | Av. Manuel de Falla, s/n   |
| Centro de Educación Personas Adultas                                 | Educación de adultos      | Plaza de la Concordia, s/n |

La localidad también cuenta con la Residencia escolar Ntra.Sra.de los Remedios ubicada en la calle Ramón y Cajal, 1.
UNED

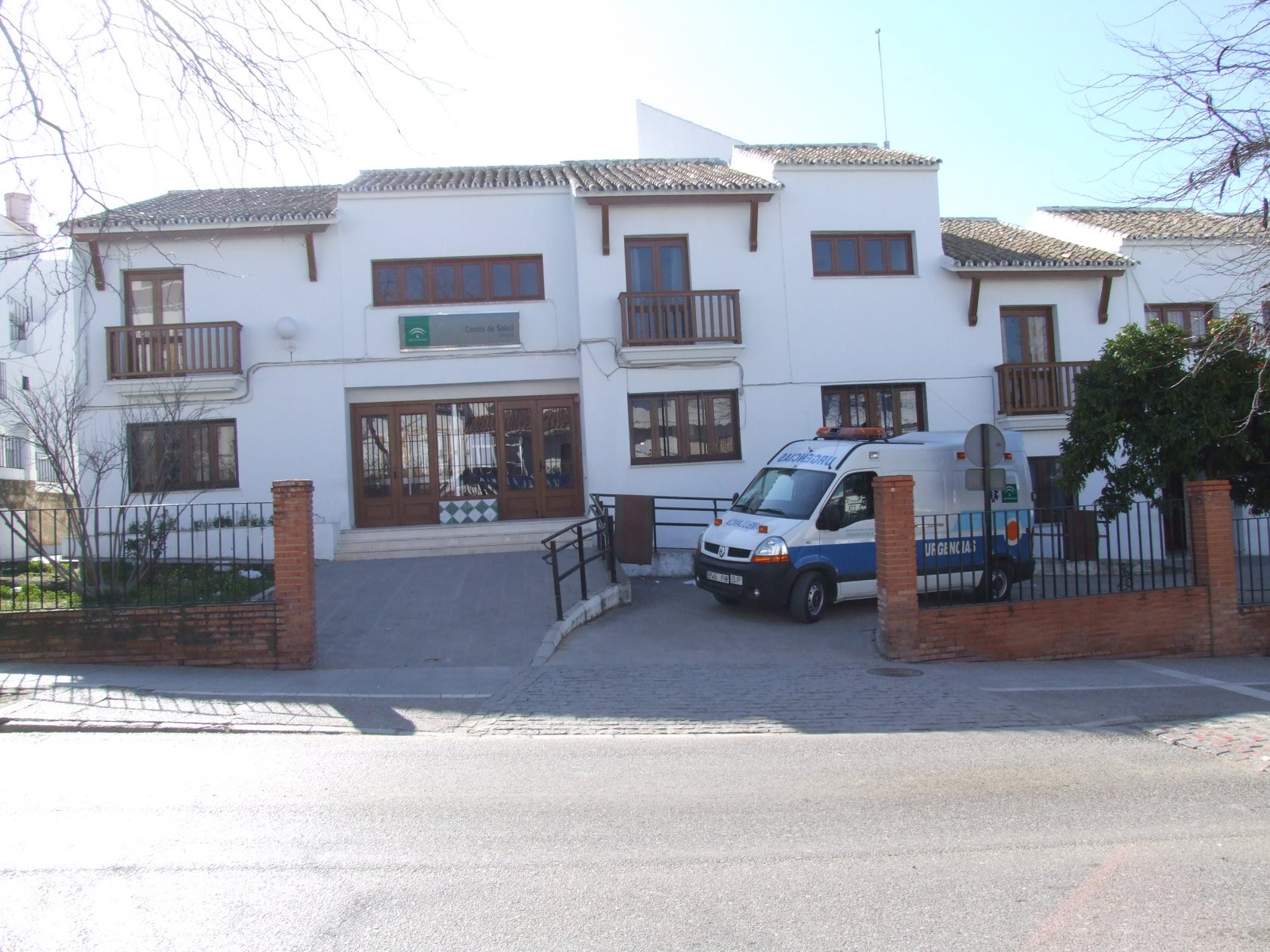
Centro de salud

El municipio es también sede de la Universidad Nacional de Educación a Distancia, ubicada en la calle Llana, N.º 60. Impartiendo cursos a distancia durante todo el año.
Igualmente, tiene un archivo municipal en su ayuntamiento

#### Sanidad
La prestación sanitaria pública del municipio la realiza el Servicio Andaluz de Salud (SAS), estando encuadrado en el distrito sanitario Sierra de Cádiz, con sede en Villamartín y conformando la localidad una zona básica de salud. La atención primaria se presta en el centro de salud ubicado en la avenida Julián Besteiro s/n. Los hospitales de referencia son el hospital comarcal de la Serranía de Ronda y el hospital Virgen de las Montañas de Villamartín. Además el municipio cuenta con tres farmacias.

#### Servicios sociales
Desde la Oficina de Bienestar Social del Ayuntamiento, Centro de Servicios Sociales, se gestionan servicios, programas y actuaciones que tratan de dar respuesta a las necesidades y demandas de los ciudadanos.
Entre los programas que destacan: Servicio de Información, Valoración y Orientación, responde a la necesidad y al deber de los ciudadanos de estar informados sobre los recursos sociales que existen en su comunidad; Servicio de Ayuda a Domicilio, su objetivo es posibilitar la permanencia de las personas en su entorno habitual; Servicio de Convivencia y Reinserción Social, apoya la convivencia y la reinserción actuando sobre las situaciones de riesgo de exclusión social; Servicio de Cooperación Social, pretendiendo promocionar la participación social del ciudadano en los asuntos de su comunidad.
Olvera cuenta con una residencia de ancianos que dispone de 26 plazas públicas, se encuentra situada en la calle Vereda de Pino.

#### Seguridad ciudadana
La dotación de Policía local y la de Guardia Civil, soluciona todos los problemas de pequeña delincuencia que pueda haber y de mantener el orden en las aglomeraciones de personas que se producen en las festividades más señaladas. La policía local tiene su jefatura situada en la calle Pico. El Cuartel de la Guardia Civil se encuentra en la avenida Julián Besterio.
Olvera también dispone de una agrupación local de voluntarios de protección civil, realizando una labor sin ánimo de lucro. La Agrupación Local cuenta con un total de 36 voluntarios y 12 colaboradores y su sede se encuentra en la avenida Diputación. Además Olvera cuenta con un cuerpo de bomberos cuyo parque se sitúa en la calle Carlos Cano.

### Servicios públicos y abastecimiento
Electricidad
De la energía eléctrica en la localidad se ocupa la empresa local Nuestra Señora de los Remedios.
Agua potable
Consorcio de Aguas de la Sierra de Cádiz es la empresa concesionaria para la gestión integral del agua en Olvera. Este organismo se encargar de gestionar todas las infraestructuras de abastecimiento y saneamiento en la comarca. El agua proviene de dos puntos, el primero situado en la sierra de Líjar llevando el agua hasta un depósito subterráneo situado en la plaza de la iglesia, el segundo punto de captación se encuentra en el término municipal de Alcalá del Valle llevando el agua hasta otro depósito que se encuentra en el cerro Conejo. Existe otro pequeño depósito que abastece únicamente al barrio de la Villa.
Aguas residuales

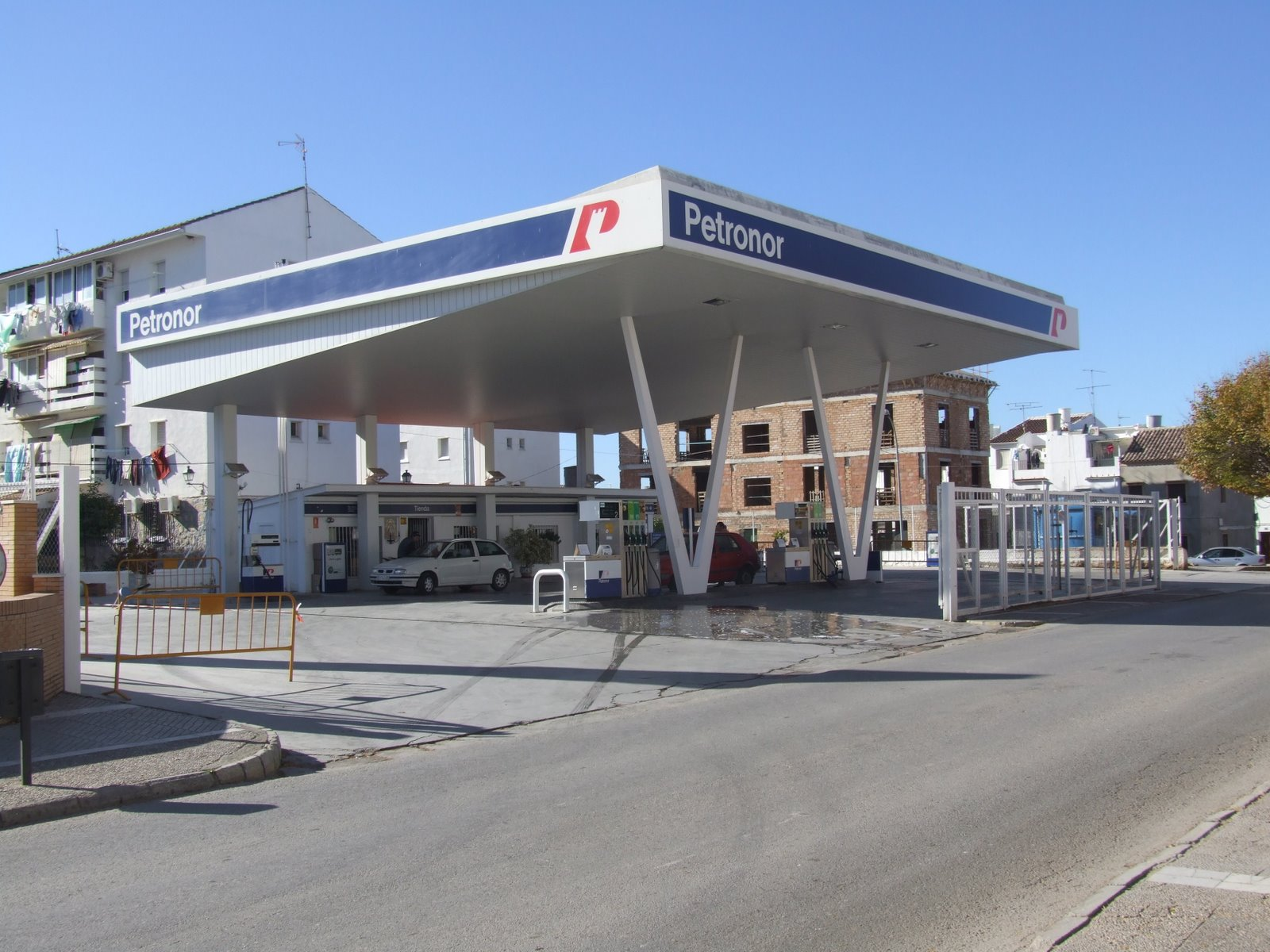
Gasolinera de Olvera.

En Olvera existen dos estaciones de aguas residuales conocidas como depuradora norte y depuradora sur.
Combustible
Para suministrar combustible a los vehículos de la zona, existen en la localidad dos estaciones de servicio de carácter público, ubicadas en la avenida Julián Besteiro. Una gasolinera pertenece a Repsol y la otra a Hemegas. Existe otra gasolinera privada, para abastecimiento exclusivo de los socios de la Cooperativa Nuestra Señora de los Remedios.
El gas butano es distribuido por las empresas CEPSA y Repsol Butano cuya diferencia esencial es el tamaño y peso que tiene cada bombona de gas.
Abastecimiento
Para el abastecimiento de alimentos perecederos tales como frutas, verduras, carne y pescado existen en la localidad varios supermercados, destaca Mi Super Albeyco S.A. que cuenta en la localidad con 5 supermercados. Además existen algunos comercios pertenecientes a cadenas nacionales tales como Mercadona y Día, además de un buen número de pequeños establecimientos tradicionales de alimentación.

### Comunicaciones y transporte
Regulación del tráfico urbano
El artículo 7 de la Ley sobre Tráfico, Circulación y Seguridad Vial (aprobada por RDL 339/1990) atribuye a los municipios unas competencias suficientes para permitir, entre otras, la inmovilización de los vehículos, la ordenación y el control del tráfico y la regulación de sus usos.
Parque de vehículos de motor
El municipio tiene un parque automovilístico de 503 automóviles por cada 1000 habitantes. Por otra parte, existe un parque de 1243 vehículos entre camiones y furgonetas.
| Tipo de vehículo           | Cantidad |
| Automóviles                | 3965     |
| Motocicletas               | 587      |
| Camiones y furgonetas      | 1243     |
| Autobuses                  | 14       |
| Tractores industriales     | 27       |
| Remolques y semirremolques | 54       |
| Otros vehículos            | 84       |
| Total                      | 5974     |

Acceso por carretera
Las principales carreteras que pasan por el término municipal de Olvera son las carreteras autonómicas A-384 y A-363. La A-384 comunica Arcos de la Frontera con Antequera bordeando el casco urbano de Olvera por el sur. La A-363 une las localidades de Morón de la Frontera y de Olvera.
Además de las citadas, parten de Olvera varias carreteras provinciales, destacando la CA-9109, esta carretera sigue el antiguo trazado de la carretera nacional N-342 comunicando Olvera con las vecinas localidades de El Gastor y Algodonales. La CA-9102 discurre desde Olvera hasta Torre Alhaquime. 
| Red                | Carretera | Origen - destino                            | Longitud (km) |
| ------------------ | --------- | ------------------------------------------- | ------------- |
| Red Básica         | A-384     | Arcos de la Frontera - Antequera            | 130,96        |
| Red Intercomarcal  | A-363     | A-406 (Morón de la Frontera) - Olvera       | 21,79         |
| Red Complementaria | A-384R1   | A-384 (Olvera) - CA-9107 (Alcalá Del Valle) | 3,7           |
| Red provincial     | CA-9101   | A-384 (Olvera) - Coripe                     | 15,05         |
| Red provincial     | CA-9102   | A-384 - Olvera                              | 2,35          |
| Red provincial     | CA-9106   | Olvera - Torre-Alháquime                    | 3,73          |
| Red provincial     | CA-9107   | A-384 (Olvera) - Alcalá del Valle           | 10            |
| Red provincial     | CA-9108   | A-384 (Olvera) - CA-9106 (Torre Alháquime)  | 2,1           |
| Red provincial     | CA-9109   | A-374 (Algodonales) - Olvera                | 15,8          |

Distancias
Distancias por carretera con las principales ciudades andaluzas y españolas.
| Ciudades | Distancia (km) | Ciudades | Distancia (km) | Ciudades             | Distancia (km) | Ciudades   | Distancia (km) |
| -------- | -------------- | -------- | -------------- | -------------------- | -------------- | ---------- | -------------- |
| Sevilla  | 100            | Málaga   | 107            | Jerez de la Frontera | 97             | Cádiz      | 129            |
| Huelva   | 197            | Granada  | 165            | Córdoba              | 147            | Ronda      | 32             |
| Almería  | 328            | Jaén     | 210            | Madrid               | 534            | Barcelona  | 1001           |
| Valencia | 660            | Bilbao   | 926            | Zaragoza             | 839            | Valladolid | 682            |

Autobuses urbanos
La localidad cuenta con un microbús urbano totalmente gratuito, funcionando de lunes a viernes y facilitando el acceso a los destinos urbanos que cuentan con una asidua afluencia de público como el centro de salud, los colegios e institutos, el Pabellón polideportivo municipal o el centro de día. El bus está financiado gracias al patrocinio de 24 empresas locales.
Autobuses interurbanos
El servicio de autobuses interurbanos se realiza a través de las siguientes empresas: Transtrés S.A. realizando trayecto hacia Sevilla; ALSA y Damas Interbus hacia Málaga y Transportes Comes que realiza ruta hacia Cádiz.

## Economía

### Actividad empresarial
En 2020, existían en el municipio, un total de 530 establecimientos con actividad económica, de los que 496, tenían una plantilla de hasta de 5 trabajadores, 25 empresas tenían una plantilla entre 6 y 19 trabajadores y con una plantilla superior a 20 trabajadores había 9 empresas.
Empleo
Durante los años 1996-2007, la tasa de paro registrada en la localidad fue muy baja, rondando un promedio del 4%, que podía considerarse como pleno empleo. Los años con menor tasa de paro fueron los años 1999 y 2001 con un 3,2%. A partir del año 2008, con la crisis económica sufrida en todo el país, la tasa de paro incrementa situándose en 2009 en el 7,1%. La tasa de paro en 2022 se situaba en el 25,7%.
Renta disponible
En el ejercicio de 2021 se realizaron un total de 3867 declaraciones de IRPF, con una renta neta media declarada de 12185 euros.

### Agricultura y ganadería

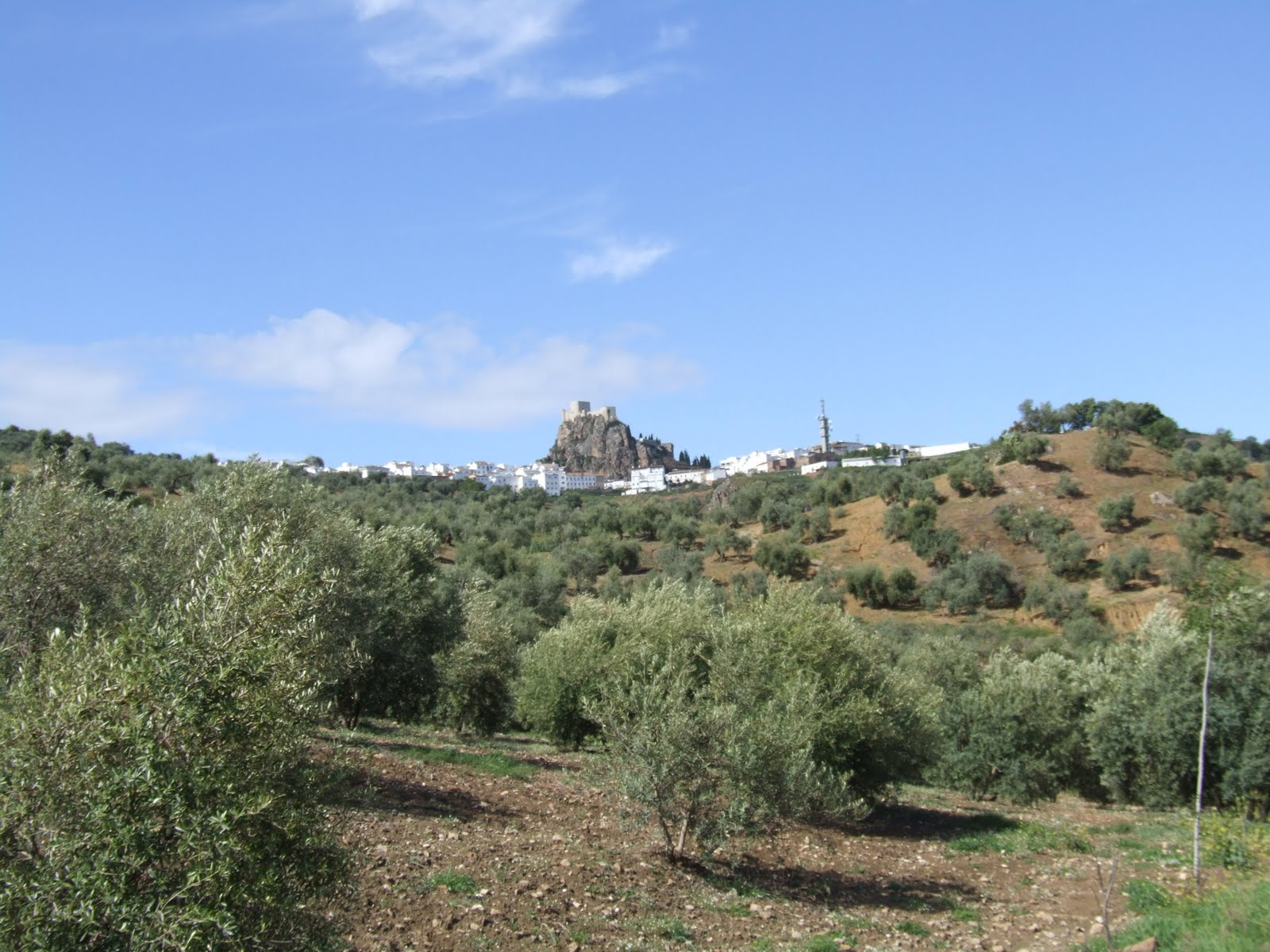
Olivos con el municipio al fondo.

Históricamente, Olvera ha sido un pueblo agrícola, sobre todo basado en el olivar, Sus alrededores cuentan con montes llenos de olivos, de los cuales se extraen uno de los mejores aceites de oliva de Andalucía. De hecho, en los últimos años se ha consolidado la “Denominación de Origen de la Sierra de Cádiz”, proyecto en el que participan otros pueblos cercanos como Setenil, Algodonales, Alcalá del Valle, Torre Alháquime, etc. y cuyo consejo regulador se encuentra en el polígono industrial de Olvera. Además el municipio se encuentra integrado en la Asociación Española de Municipios del Olivo. Actualmente la recogida de aceituna proporcionan trabajo a más del 85 % de la población activa del sector primario durante los meses de recolección. Las variedades existentes en la zona son: Lechín, Manzanilla, Verdial, Hojiblanca, Picual, Alameña y Arbequina. 
Respecto a la ganadería, el censo ganadero que se incluye en este artículo es el referido al año 1999, destaca las explotaciones de cerdo ibérico para la producción de chacinas. Esta situación da lugar a la existencia de varias empresas dedicadas a la producción de alimentos procedentes del cerdo ibérico como chorizos, salchichones, chicharrones, morcillas de hígado, etc.
| Cultivos herbáceos | Superficie                            | 3583 ha                            |
| Cultivos herbáceos | Principal cultivo herbáceo de regadío | Cereales de invierno para forrajes |
| Cultivos herbáceos | Superficie cultivada de trigo         | 7 ha                               |
| Cultivos herbáceos | Principal cultivo herbáceo de secano  | Trigo                              |
| Cultivos herbáceos | Superficie cultivada de trigo         | 662 ha                             |
| Cutivos leñosos    | Superficie                            | 5462 ha                            |
| Cutivos leñosos    | Principal cultivo leñoso de regadío   | Olivar de aceituna de aceite       |
| Cutivos leñosos    | Superficie de olivar de regadío       | 42 ha                              |
| Cutivos leñosos    | Principal cultivo leñoso de secano    | Olivar de aceituna de aceite       |
| Cutivos leñosos    | Superficie de olivar de secano        | 5200 ha                            |

| Tipo           | Cabezas |
| -------------- | ------- |
| Bovinos        | 4854    |
| Ovinos         | 4660    |
| Caprinos       | 13403   |
| Equinos        | 317     |
| Porcinos       | 10006   |
| Aves           | 1       |
| Conejas madres | 0       |
| Colmenas       | 40      |

| Cultivos herbáceos | Superficie                            | 3583 ha                            |
| Cultivos herbáceos | Principal cultivo herbáceo de regadío | Cereales de invierno para forrajes |
| Cultivos herbáceos | Superficie cultivada de trigo         | 7 ha                               |
| Cultivos herbáceos | Principal cultivo herbáceo de secano  | Trigo                              |
| Cultivos herbáceos | Superficie cultivada de trigo         | 662 ha                             |
| Cutivos leñosos    | Superficie                            | 5462 ha                            |
| Cutivos leñosos    | Principal cultivo leñoso de regadío   | Olivar de aceituna de aceite       |
| Cutivos leñosos    | Superficie de olivar de regadío       | 42 ha                              |
| Cutivos leñosos    | Principal cultivo leñoso de secano    | Olivar de aceituna de aceite       |
| Cutivos leñosos    | Superficie de olivar de secano        | 5200 ha                            |

| Tipo           | Cabezas |
| -------------- | ------- |
| Bovinos        | 4854    |
| Ovinos         | 4660    |
| Caprinos       | 13403   |
| Equinos        | 317     |
| Porcinos       | 10006   |
| Aves           | 1       |
| Conejas madres | 0       |
| Colmenas       | 40      |

### Industria
Aunque el olivar tenga mucha importancia, la mayor fuente económica de este lugar, es el cooperativismo, teniendo en su haber el premio “Arco Iris” desde 1990, gracias a que es uno de los pueblos con mayor número de cooperativas por nivel de habitantes. Actualmente el municipio cuenta con dos polígonos industriales conocidos comúnmente como "El polígono viejo" y "El polígono nuevo".
| Sector industrial             | Empresas |
| Energía y agua                | 2        |
| Extracción minería y químicas | 8        |
| Industria metalúrgica         | 5        |
| Industria manufacturera       | 31       |
| Total                         | 46       |

### Comercio
Los principales ejes comerciales del pueblo son dos. El más antiguo corresponde con las calles Llana, Victoria y Mercado que se ha visto desplazado hacia la calle Calvario, la calle con mayor densidad de comercios. Los más modernos son las avenidas Manuel de Falla y Julián Besteiro donde se encuentran gran cantidad de bares, restaurantes y pubs. Los sábados se celebra el tradicional mercadillo. Asimismo el comercio está estructurado de acuerdo con la tabla adjunta:
| Sector comercial                                                                 | Empresas |
| Oficinas bancarias. Bancos (2), Cajas de ahorros (4) Cooperativas de crédito (2) | 8        |
| Empresas comerciales mayoristas                                                  | 32       |
| Empresas comerciales minoristas                                                  | 265      |
| Supermercados                                                                    | 22       |
| Bares y restaurantes                                                             | 61       |

### Evolución de la deuda viva municipal
| Gráfica de evolución de Deuda viva del Ayuntamiento de Olvera (en miles de euros) entre 2008 y 2023            |
| |
| Deuda viva del Ayuntamiento de Olvera en miles de Euros según datos del Ministerio de Hacienda y Ad. Públicas. |

## Patrimonio cultural

### Monumentos religiosos

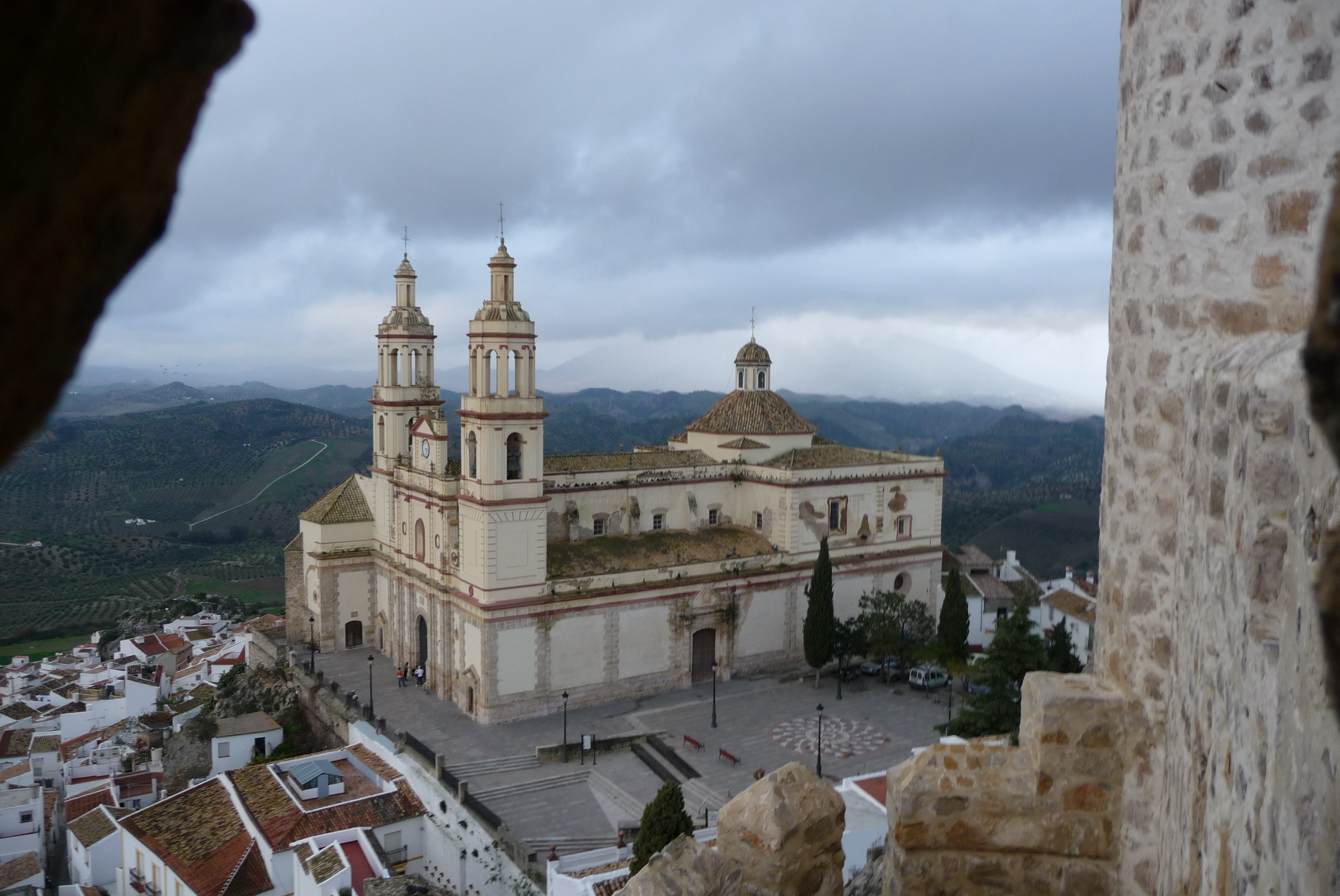
Parroquia de Nuestra Señora de la Encarnación desde el Castillo.

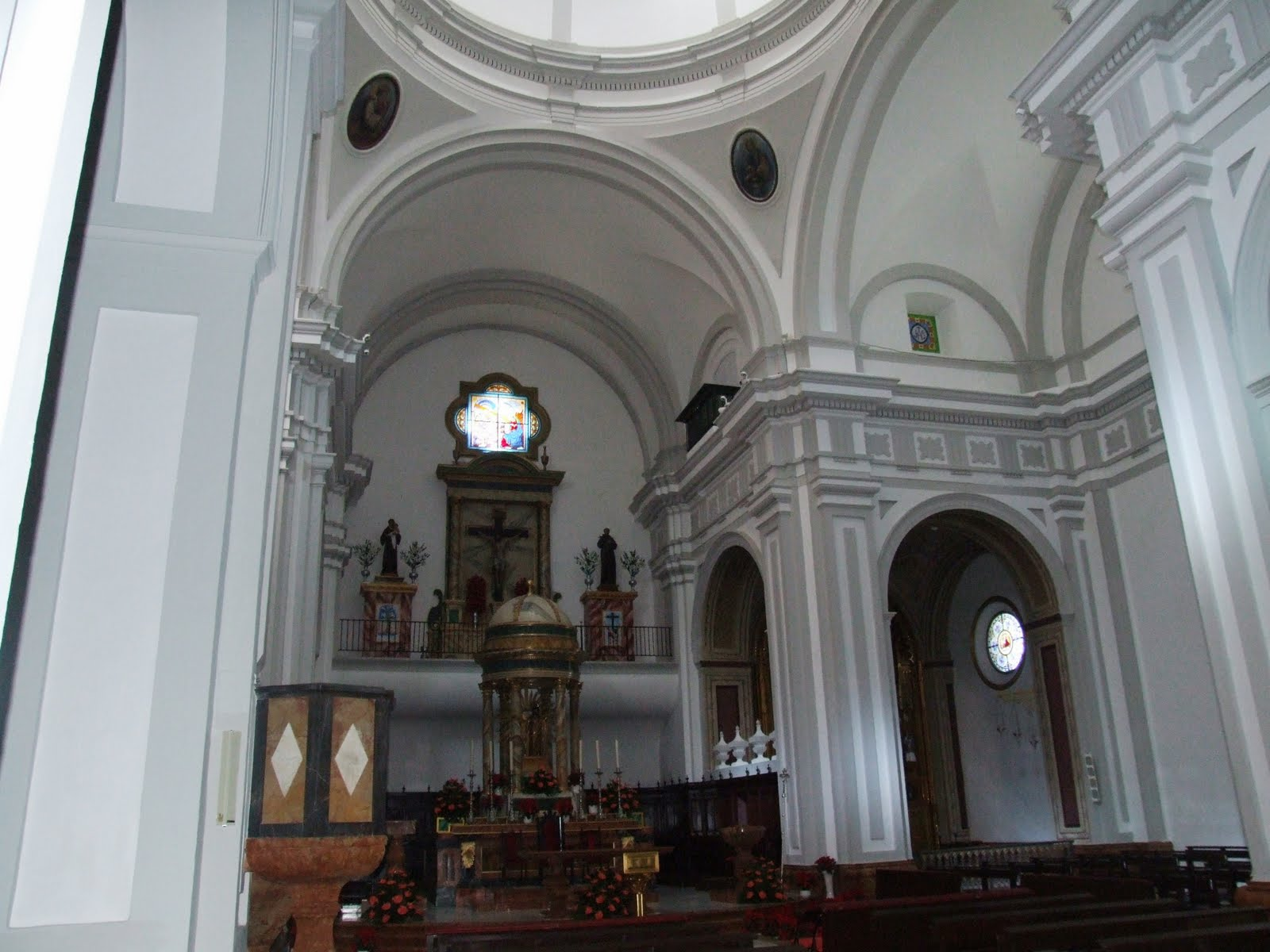
Interior de la Parroquia de Nuestra Señora de la Encarnación.

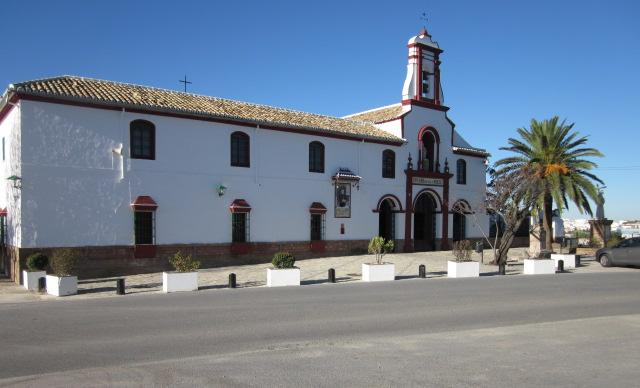
Santuario de los Remedios.

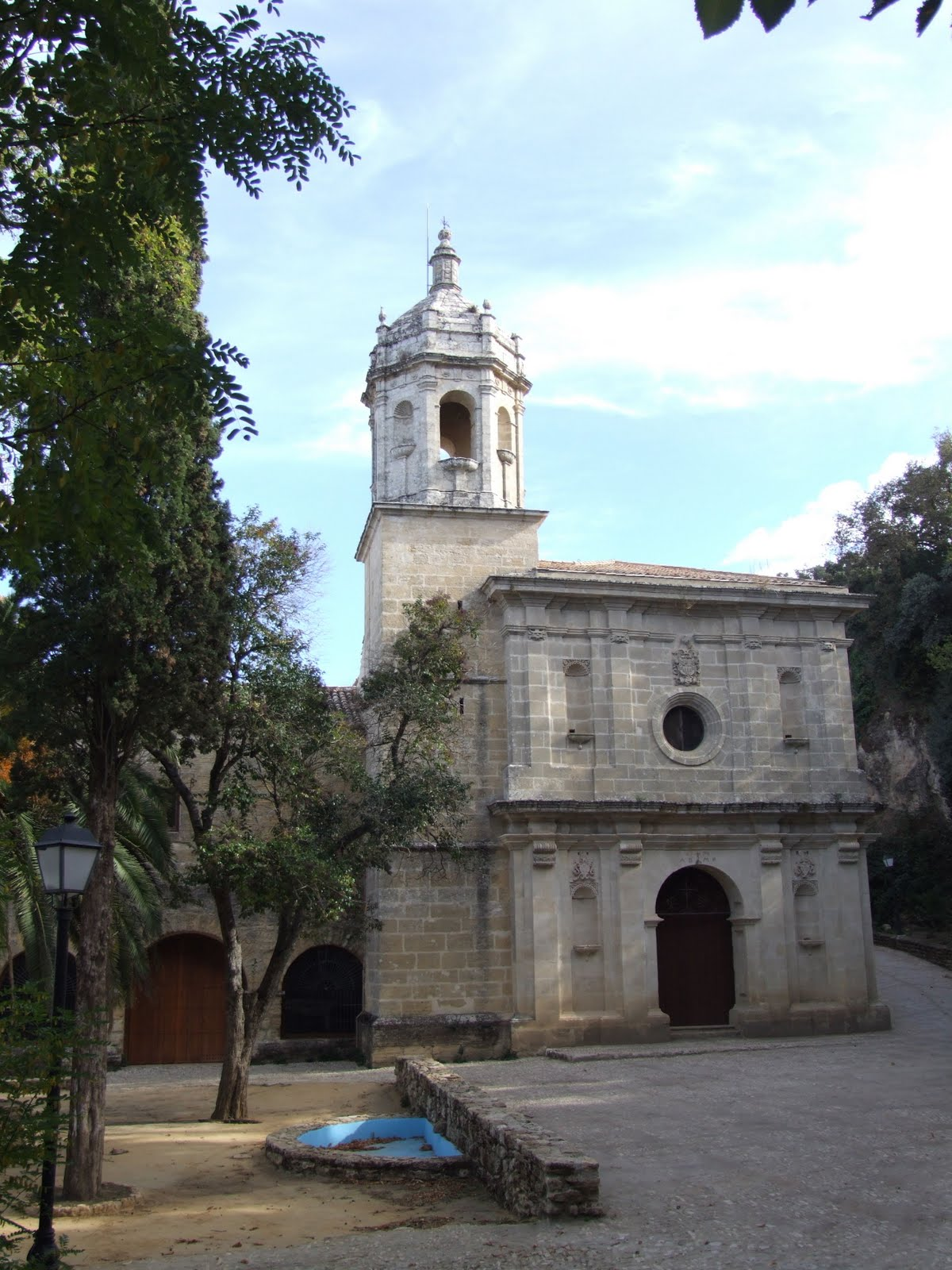
Convento de Caños Santos.

Entre otros monumentos destacan los siguientes:
Parroquia de Nuestra Señora de la Encarnación
Se ubica en la plaza de la Iglesia. Se trata de una construcción neoclásica mandada erigir a finales del siglo XVIII por los duques de Osuna y culminada en 1843, tras el posterior derribo en 1822 de la antigua iglesia mayor, con la misma advocación. De esa antigua iglesia solamente se conserva su ábside. Se sabe que el antiguo templo, bajo los cimientos del actual, fue mandado construir por Juan Téllez Girón II y que su estilo arquitectónico fue el gótico-mudéjar con una sola torre y campanario. Está declarado Bien de Interés Cultural.
La fachada principal destaca por sus dos torres gemelas. El interior del templo presenta tres naves, la central de mayor altura y amplitud, bajo bóvedas de cañón, crucero con cúpula y linterna y gran riqueza de materiales, entre ellos los que destaca el mármol italiano. En las naves laterales se disponen los altares.
Iglesia de la Victoria
Se sitúa en la calle Victoria, frente a la plaza de Andalucía. El actual templo de la iglesia de Victoria es una moderna edificación, de trazo funcional, tanto su interior como exterior. La iglesia fue construida durante los años: 1963, 1964 y 1965.
El aspecto exterior, no ha experimentado cambios, con relación a la anterior edificación solo se conserva la campana. En el interior del templo actual presenta una única con un único altar. Es el altar mayor que tiene en la pared un Cristo crucificado acompañado de dos imágenes una de María Auxiliadora, otra de San José y otra imagen más innovadora colocada en uno de los laterales del templo llamado Cristo de la Divina Misericordia.
Santuario de Nuestra Señora de Los Remedios
Se localiza a dos kilómetros de la localidad, fue construido en el siglo XVII sobre el subsuelo de una ermita del siglo XVI. En su interior se encuentra la Virgen de los Remedios, patrona de Olvera, siendo una de las escasísimas Vírgenes gaditanas coronadas canónicamente y cuya devoción se extiende por toda la comarca. En sus alrededores se celebra la romería del Lunes de Quasimodo.
Iglesia del Socorro
Está situada en la plaza del Socorro. Es un templo de estilo gótico-mudéjar poseyendo una sola torre y construido a finales del siglo XVII. En 1945 le cae un rayo que la deja prácticamente en ruinas hasta 1970, año en que es reconstruida. En su interior se encuentra una imagen de Jesús Cautivo y otra de la Virgen del Socorro, pertenecientes a la Hermandad del Cautivo.
Convento de Caños Santos
Se sitúa en el término municipal de Olvera, en un entorno de gran valor paisajístico y es propiedad del ayuntamiento de Alcalá del Valle. El Convento de Caños Santos tiene su origen en el siglo XVI, cuando el Conde de Ureña y señor de Morón facilita tierras para la construcción de una ermita a Nuestra Señora de Caños Santos. Al aumentar la devoción de la feligresía se decidió labrar el Convento y Casa en 1542.
La edificación corresponde tipológicamente a una construcción conventual, donde iglesia y claustro son las piezas fundamentales en torno a las que se organizan las restantes dependencias.
El templo, de planta rectangular, consta de una sola nave, con cubierta abovedada, hoy pérdida. La fachada, que es el elemento mejor conservado, se divide en dos cuerpos, cada uno de los cuales se organiza en tres calles separadas por medios de pilastras. Está declarado Bien de Interés Cultural

##### Cementerio parroquial
En lo más alto de la población, ha recibido un premio.

### Monumentos civiles

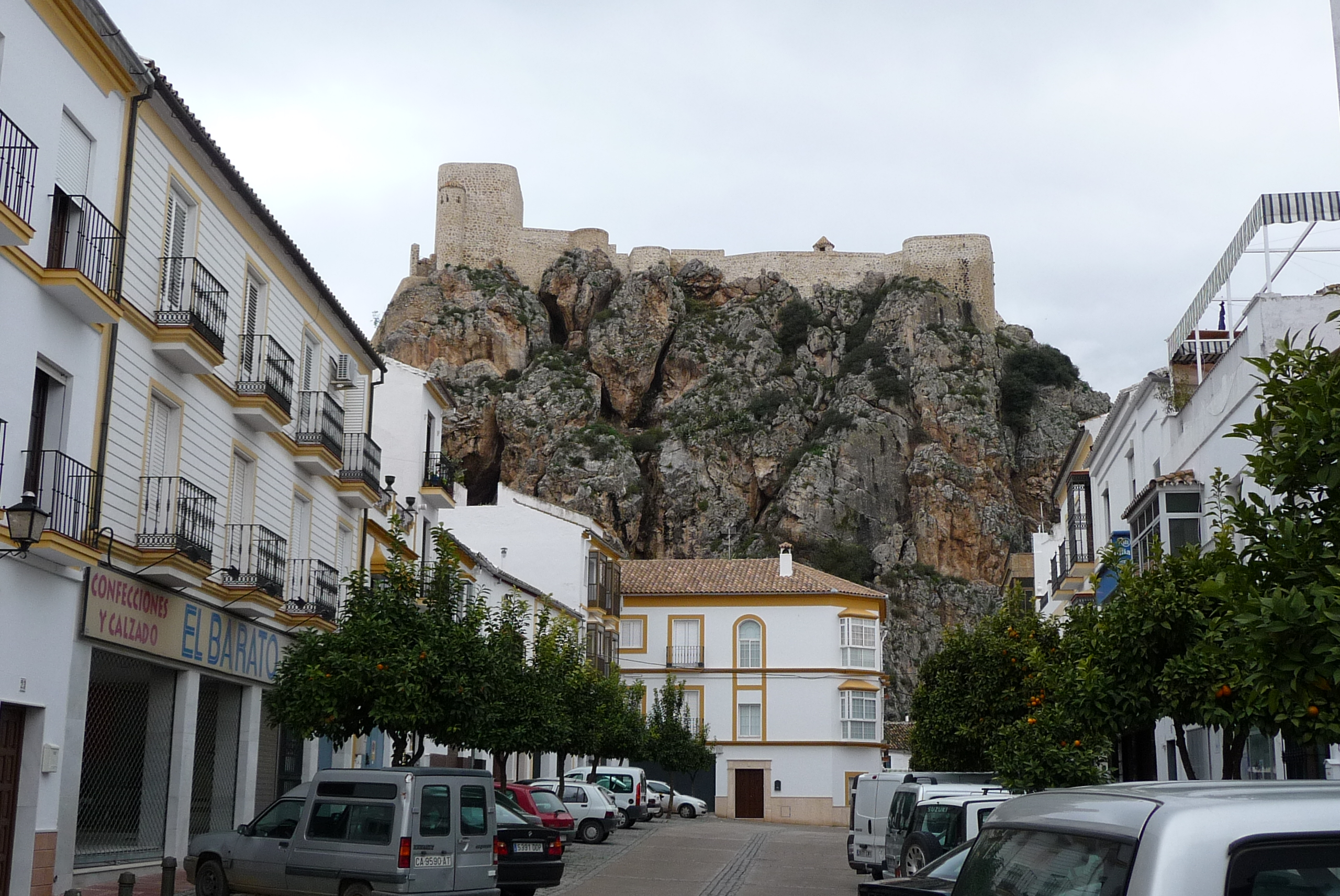
Castillo árabe

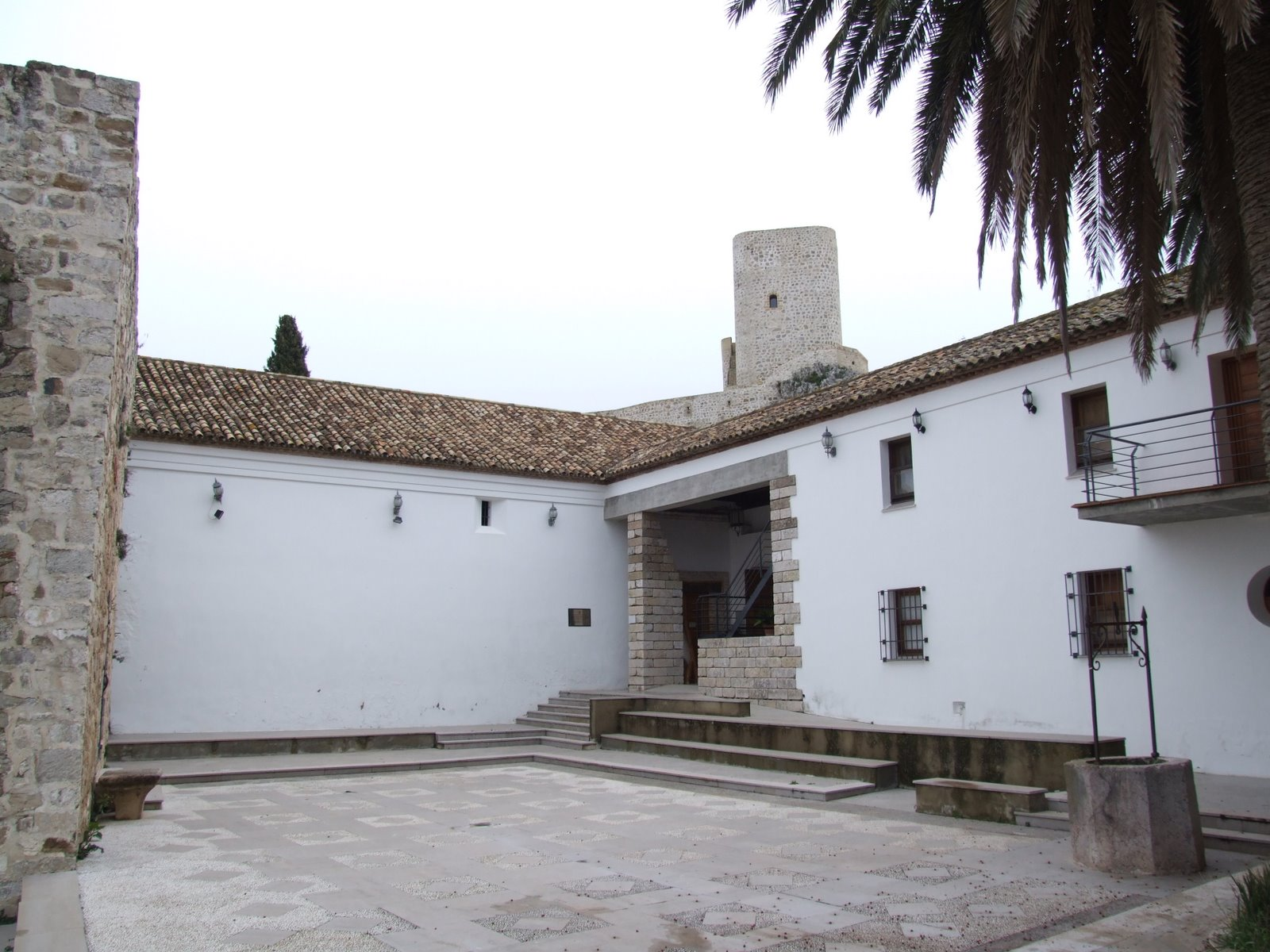
Edificio de la Cilla

Construido a finales del siglo XII, formó parte del sistema defensivo del Reino de Granada. Se asiente sobre el peñón más alto de la localidad a 623 m sobre el nivel del mar. El castillo presenta una planta irregular a la manera de un triángulo alargado adaptándose a la forma misma de la peña. La torre del homenaje, que se alza en la parte sur del recinto y que dispone de dos plantas cubiertas por bóveda de medio cañón, es de planta rectangular y aristas redondeados constituyendo el elemento principal del castillo.
La factura presenta, sin embargo, evidentes rasgos cristianos en su construcción, producto de sucesivas remodelaciones que hubo de sufrir el castillo desde su toma por las tropas castellanas.
El castillo de Olvera está declarado Bien de Interés Cultural desde 1985 como arquitectura defensiva, se localiza de la delimitación de conjunto histórico-artístico. 
Muralla musulmana
Se conservan los siete contrafuertes que la sostenían, borrando el lienzo de la misma, destacando los restos del edificio de “La Cilla”, entre los que se encuentran el torreón o Mirador del Duque, la única torre hueca que queda. En su interior se encuentra una exposición de restos arqueológicos de la zona. Todos los restos de la muralla que aún permanecen han sido declarados Bien de interés cultural.

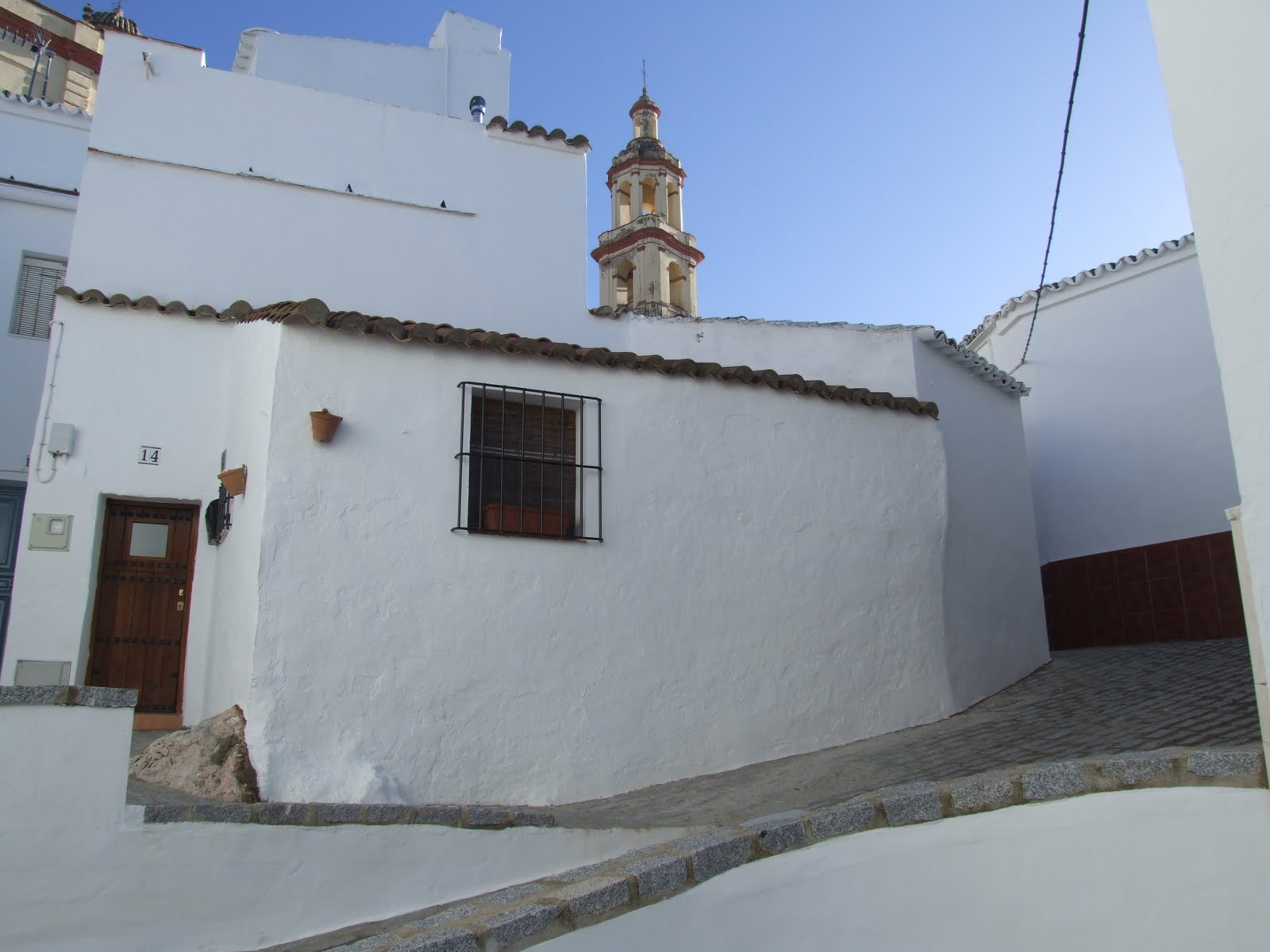
Barrio de la Villa
Es el barrio más antiguo del municipio. Se encuentra en la parte más alta del pueblo. Sumergirse por sus calles es viajar 700 años atrás, allá donde había una Olvera mora, es la forma más evidente de ver sus orígenes: calles estrechas y curvas, rincones estratégicos. Extendiéndose alrededor del Castillo, el barrio estuvo rodeado por las murallas árabes.
Junto con la mezquita, situada donde hoy se localiza la parroquia y el castillo, formaban la almedina árabe. Las huellas más evidentes del pasado árabe pueden presenciarse en la Torre del Pan, antigua construcción musulmana que funcionó como tahona.
Casa de la "Cilla"
Se llama así por servir de cilla o granero, en tiempos de los duques de Osuna, propietarios del inmueble. También sabemos que fue usado en un tiempo como cárcel de mujeres. A comienzos del siglo XX llegó a ser utilizado como bodega. Hoy en día se encuentra en su interior el museo permanente «La frontera y los castillos».
Castillo de Ayamonte
En el término de Olvera se localiza otra fortificación árabe, actualmente solo nos ofrece los restos de la construcción defensiva. Ubicado en un afloramiento rocoso a 640 metros, cuenta con enlaces visuales con los castillos de Olvera y Pruna. Probablemente, el castillo desempeñaba una función de vigilancia dependiente del castillo principal de Olvera.

### Parques, jardines y peñones
Plaza de Andalucía

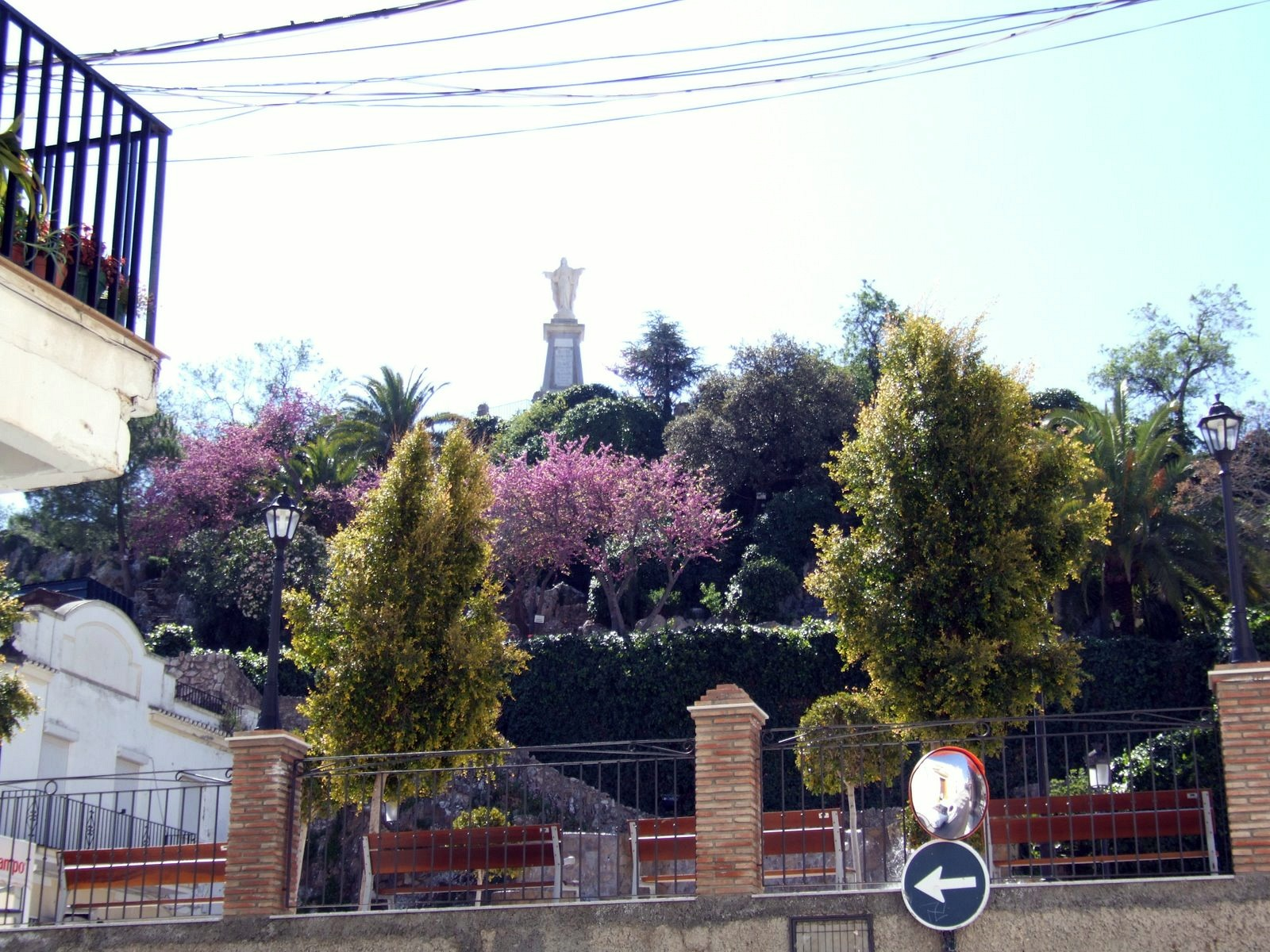
Peñón del Sagrado Corazón.

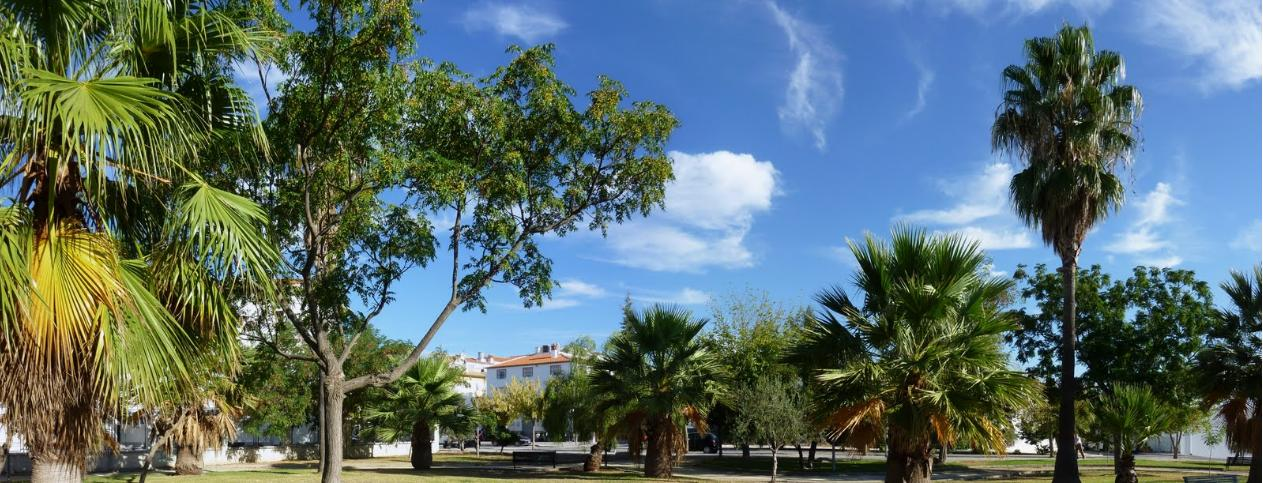
Vista parcial del parque "Rodríguez de la Fuente".

Es una zona recreativa y ha sido testigo de variados acontecimientos históricos. En esa plaza conocida como alameda se encuentra el Peñón del Sagrado Corazón.
Peñón del Sagrado Corazón
También llamado como Peñón de la Coroneta, este monumento se encuentra en la plaza de Andalucía. En 1925 el ayuntamiento encarga el proyecto a Benigno González, arquitecto madrileño. Cuenta con abundante vegetación, flora y diversa fauna y el acceso se realiza mediante escaleras dispuesta en pequeñas terrazas. El monumento que corona la peña es la Estatua del Sagrado Corazón de Jesús con los brazos extendidos, realizada por el escultor granadino José Navas Parejo, en 1929.
Parque Entrecaminos
Se encuentra en la avenida Julián Besteiro, con una extensión de aproximadamente 10 000 m² está destinado para el disfrute de todos los ciudadanos, ya que cuenta con parque infantil, equipamientos deportivos o restaurante. Durante todo el año se realizan diferente eventos como conciertos, animaciones para niños, etc.
Jardines de La Victoria
Con zonas ajardinadas y de paseo, además cuenta con parque infantil; situado en la calle Mercado.
Parque Rodríguez de la Fuente
En la avenida de Nuestra Señora de los Remedios junto a la residencia de ancianos, formado por amplias zonas verdes y árboles autóctonos de la zona.
Peñón del Cerretillo
Consiste en una peña acondicionada para su paseo y disfrute, su entrada se encuentra en la calle Victoria. Dispone de varios miradores.

### Rutas turísticas
Vía Verde de la Sierra

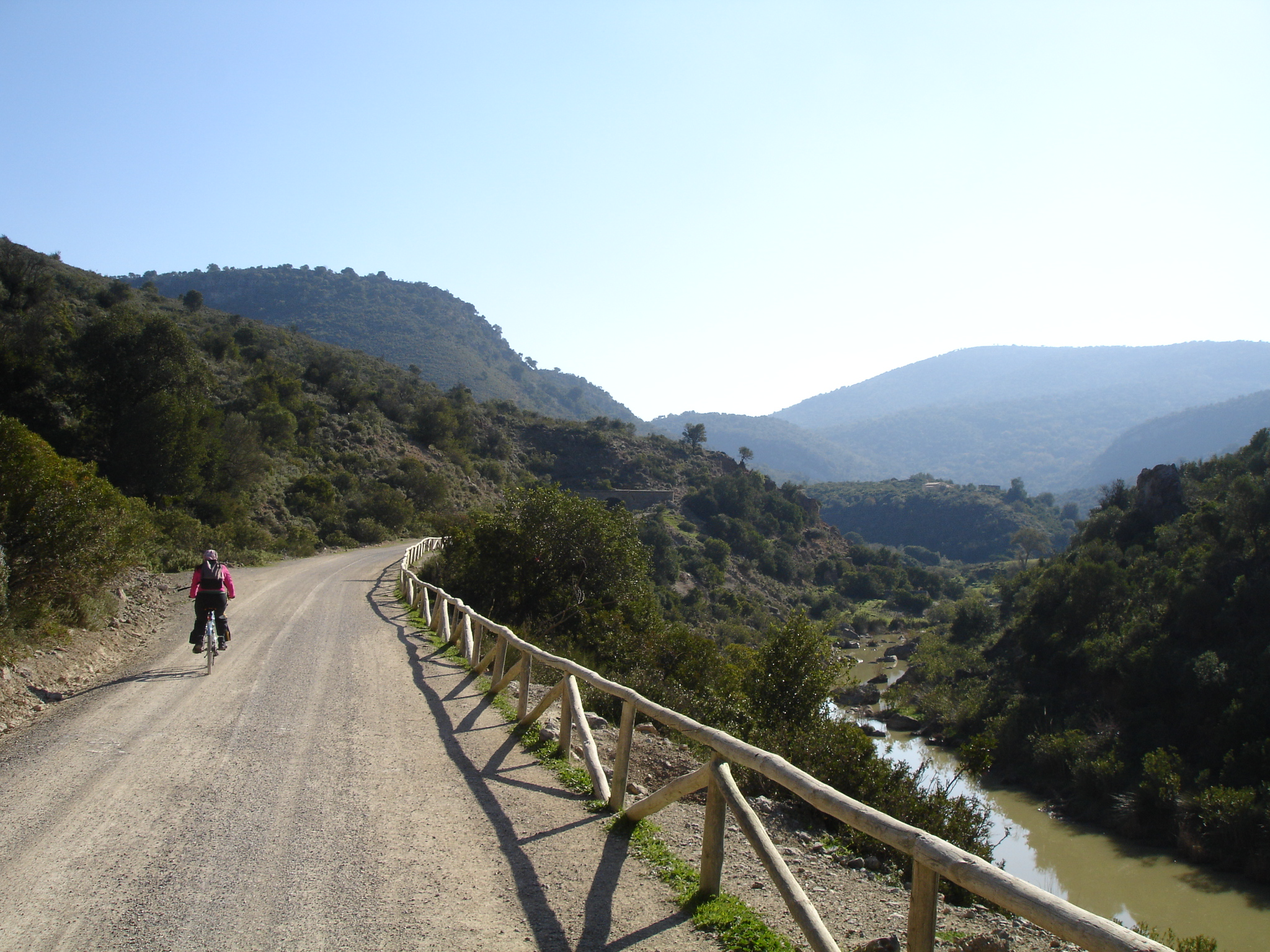
Vía Verde de la Sierra.

En Olvera podemos encontrar la Vía Verde. Se trata de una proyectada línea férrea que pretendía unir Jerez de la Frontera con Almargen, comenzada a construir en 1927 y paralizada en 1936 por el comienzo de la Guerra Civil. Actualmente se encuentra acondicionada para uso turístico (senderismo, cicloturismo y paseo a caballo) recorriendo los 36,5 km. acondicionados entre las localidades de Puerto Serrano y Olvera. Forma parte de las Vías Verdes de España. Es la única reconocida como Ruta de Interés Turístico de Andalucía. Esta Vía Verde cuenta con numerosos premios a nivel internacional.
El trayecto de esta vía se caracteriza por el bosque mediterráneo y la vegetación de ribera, la corriente del Guadalete y su confluencia con otros cauces, los buitres leonados que sobrevuelan el Peñón de Zaframagón o los paisajes agrícolas y serranos. Durante el recorrido se encuentran unos 30 túneles, 4 viaductos y 5 estaciones, algunas de ellas acondicionadas como hoteles y restaurantes. 
Ruta de los pueblos blancos
La Ruta de los pueblos blancos es una ruta turística que comprende gran parte de los pueblos de la comarca de la Sierra de la provincia de Cádiz. Su nombre viene del blanco de las fachadas de las casas de los pueblos, pintadas con cal para repeler el calor.
Ruta de los Almorávides y Almohades
Se encuentra dentro de la fundación El Legado Andalusí, se trata de una ruta que tiene como objetivo la puesta en valor y difusión del patrimonio cultural del período hispano-musulmán.

## Cultura

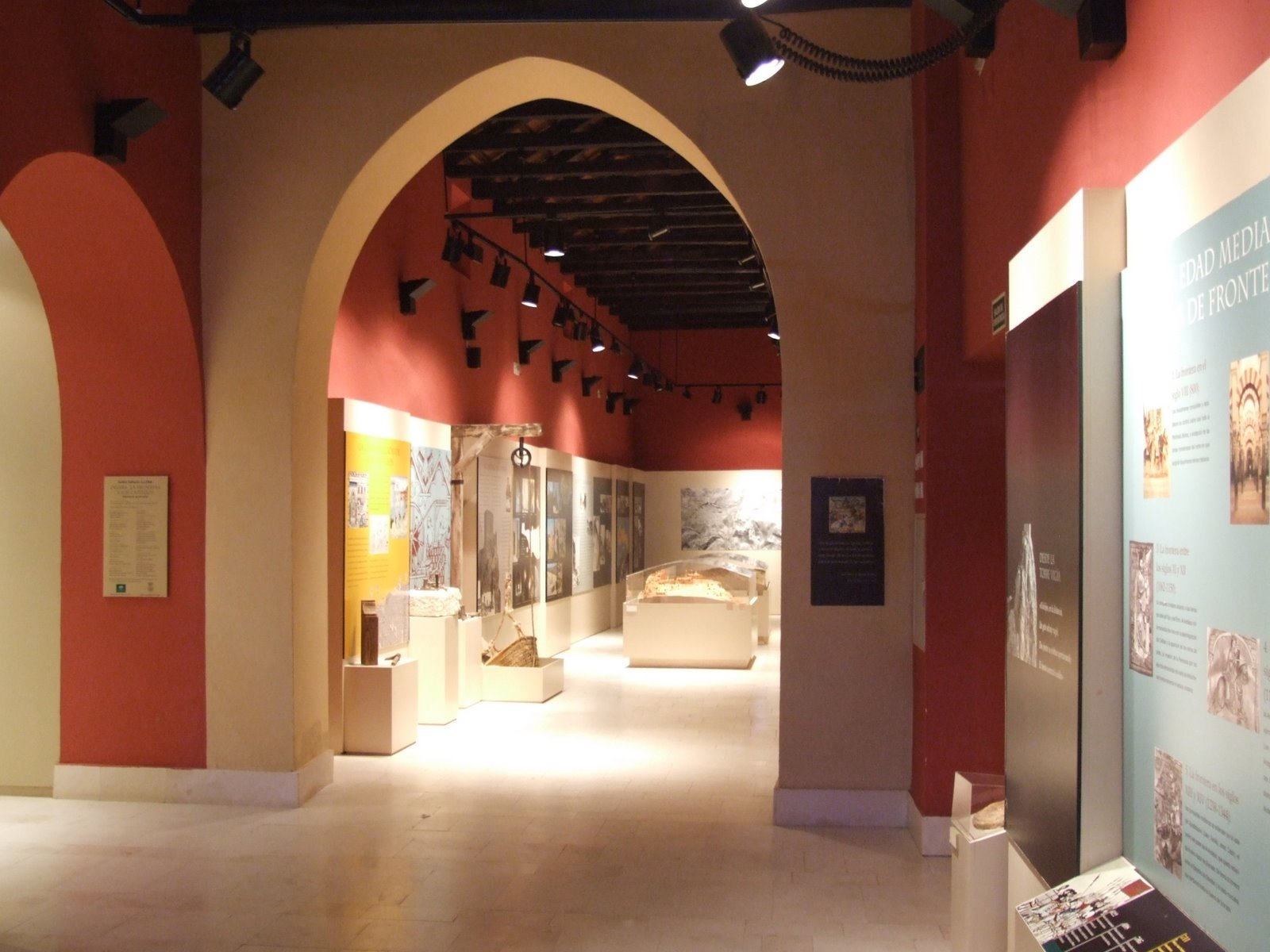
Una de las salas del museo.

### Museos
La frontera y los castillos
Ubicado en la Casa de la Cilla, está dedicado a la Frontera y los Castillos siendo pionero en toda Andalucía en el tratamiento de la frontera en la época de la reconquista cristiana. Es inaugurado en el verano de 1999.
El museo se concibe como un centro de interpretación formando por dos salas, en la primera de ellas se tratan los siguientes temas: la frontera entre los reinos cristianos y al-Ándalus, Olvera en la frontera, los castillos y las ciudades y Olvera en el señorío. En la segunda sala se distingue dos apartados: la frontera como espacio de guerra y la vida cotidiana en la frontera.

### Fiestas
Carnaval
Comienza el Fin de semana anterior al Miércoles de Ceniza con el pregón y la elección de las Diosas y Ninfas del Carnaval. Durante toda la semana se realizan diferentes pasacalles, actuación de chirigotas, etc. Acaba el "Domingo de Piñata" con una gran cabalgata y un concurso de disfraces.
Semana Santa

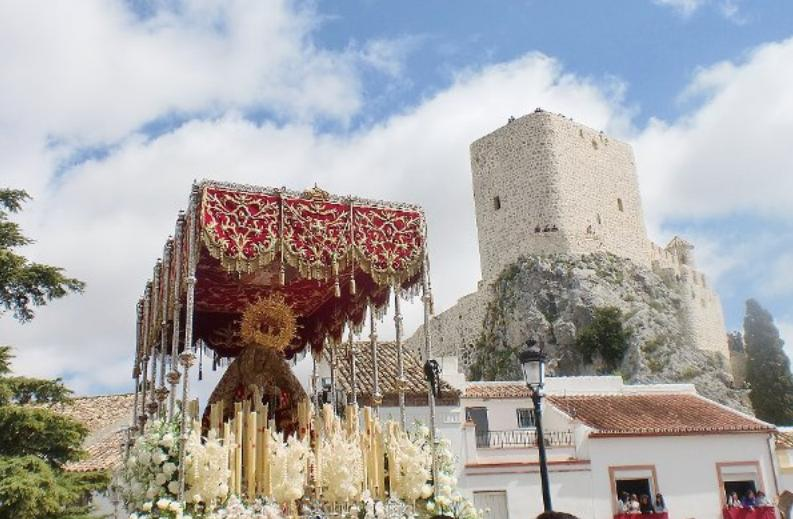
Virgen de los Dolores.

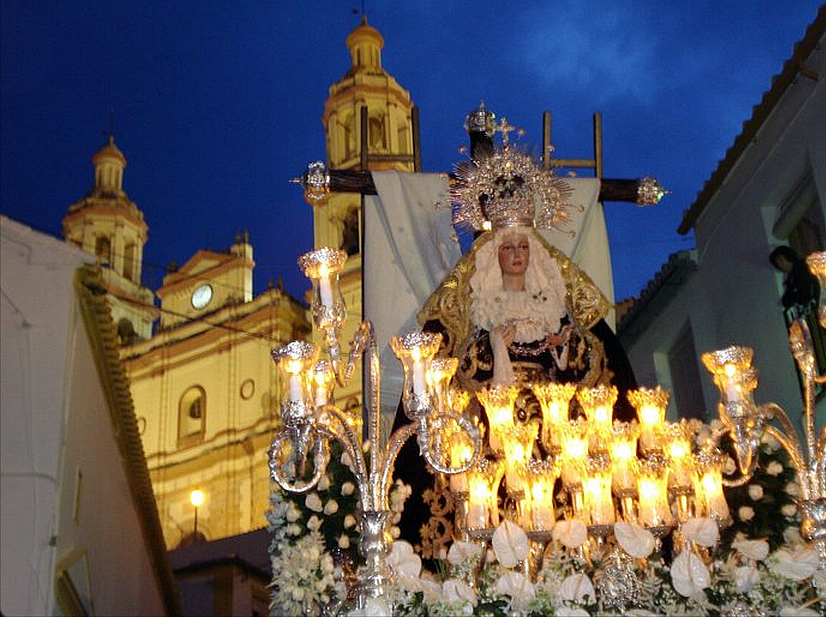
Virgen de la Soledad.

La Semana Santa en Olvera es uno de los más importantes acontecimientos que se produce cada año en la ciudad, desde el punto de vista religioso, celebrándose en la semana del primer plenilunio de la primavera. Declarada de Interés Turístico Nacional de Andalucía. Las diferentes procesiones y hermandades que realizan estación de penitencia durante toda la semana son: 
- Domingo de Ramos, el primer día de la Semana Santa procesiona por las calles de Olvera la procesión de la "burrita". Esta procesión está acompañada por niños y niñas de las diferentes cofradías de la ciudad portando palmas y ramas de olivo.
- Lunes Santo, procesiona desde el barrio del Socorro, la Hermandad de Nuestro Padre Jesús Cautivo y Nuestra Señora del Socorro, los nazarenos visten con túnica y antifaz beige.
- Martes Santo, se realiza en la localidad la procesión de la penitencia. Como es tradición desde el siglo XV, en esta procesión únicamente participan hombres, además no lleva acompañamiento musical.
- Miércoles Santo, Vía Crucis del Cristo del Amor, el Cristo del Amor es una talla anónima del siglo XVIII.
- Jueves Santo, la jornada comienza por la madrugada con la salida de la hermandad de Nuestro Padre Jesús Nazareno y Nuestra Señora de los Dolores, los nazarenos visten con túnica y antifaz morado, acompañado de capa blanca. Esa misma tarde realiza estación penitencial la cofradía sacramental del Santísimo Cristo de la Vera-Cruz, María Santísima de la Esperanza y San Juan Evangelista, esta cofradía es la más antigua de Olvera y tiene como colores, el verde de la túnica y el antifaz y el blanco de la capa.
- Viernes Santo, desfila por las calles del municipio otra de las cofradías que más fervor levanta, Hermandad del Santo Entierro de Nuestro Señor Jesucristo Yacente y María Santísima de la Soledad. Esta viste de blanco en la túnica y de negro en antifaz y capa.

Lunes de Quasimodo
Celebrándose el segundo lunes después del Domingo de Resurrección en los aledaños de la ermita de Nuestra Señora de los Remedios. Se trata de la romería más antigua de la provincia de Cádiz, celebrándose desde 1715, para dar gracias por las lluvias que pusieron fin a una prolongada y terrible sequía en 1715. Está declarada de Interés Turístico Nacional de Andalucía.
Feria del ganado
Se celebra los días 17, 18 y 19 de mayo. Nace en 1930 aunque debido a la Guerra Civil la primera feria no se celebra hasta el año 1935. A diferencia de la Feria de San Agustín, es el ayuntamiento quien autoriza la celebración de esta feria. En sus primeros años aparte de la feria de ganado estuvo acompañada de diversos festejos. A partir de los años 60 se limita únicamente al aspecto ganadero, sobre todo a la compra-venta de ganado equino.
Corpus Christi

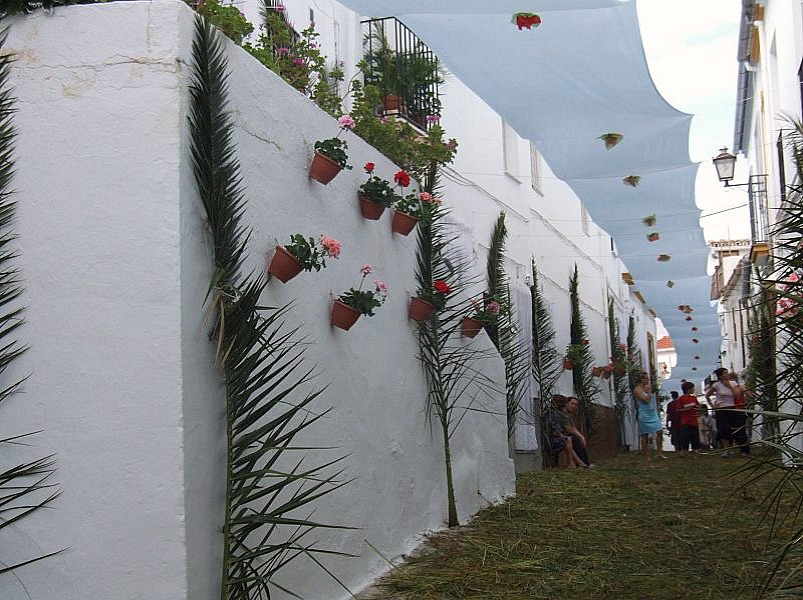
Calle engalanada para el Corpus Christi.

La actual fiesta del Corpus Christi data del siglo XIII aunque en Olvera empieza a celebrarse a principios del siglo XVI. En los últimos años ha tomado importancia el exorno de las calles por donde pasa la procesión cubriendo con palmas, adelfas y flores las paredes, balcones y cierros de las casas y esparciendo juncia por el suelo.
Festividad de Ntra. Sra. de los Remedios
El 15 de agosto se celebra la festividad de la Patrona de Olvera, Ntra. Sra. de los Remedios, coincidiendo con la festividad de la Asunción de la Virgen. El 15 de agosto de 1966 se aprovecha para realizar la coronación canónica de la Virgen de los Remedios.
Real Feria y fiestas de San Agustín
Se celebra del 27 al 31 de agosto. En 1710, siendo corregidor Juan Francisco de Carvajal y Delgado, acuerda el cabildo solicitar a Felipe V la concesión de una feria para el día de San Agustín, porque el rey había prometido mercedes y privilegios a las villas que ayudasen a sus tropas, y Olvera había aportado ocho caballos. El rey otorga la merced pedida, y en 1715 la nueva feria se extendería a los días 28, 29 y 30 de agosto. A lo largo de su historia la feria ha tenido diferentes emplazamientos realizando desde el año 2009 en un recinto ferial situado junto al IES Zaframagón, en una superficie aproximada de más de 25 000 m².

### Gastronomía
La gastronomía olvereña se caracteriza por la variedad de productos. El aceite de oliva es uno de los productos estrella de la gastronomía en Olvera, gracias a los olivares que rodean el municipio. También son reconocidas las chacinas de la localidad destacando los chorizos, salchichones, chicharrones, etc.
Los platos típicos son las sopas "pégas", a base de espárragos trigueros, pan, ajo y aceite; el solomillo relleno, las patatas zapateras, sangre encebollada, los revueltos o la pajarilla a la plancha. 
En Pascua, desde 1715 se elabora la "Torta del Lunes de Quasimodo"
Incluso se produce vino en la zona, con la variedad Perruno.
Repostería
Quizás el dulce más conocido de Olvera sea la Torta del lunes de Quasimodo, dulce típico que antiguamente se consumía durante la romería del Lunes de Quasimodo y hoy día se puede encontrar durante todo el año. También ese día es típico el hornazo de Olvera, compuesto por una base de Torta del lunes de Quasimodo, con un huevo duro, y decorada de una gran diversidad de formas, con todo tipo de chucherías y dando formas diversas con varios tipos de galletas. Los distintos componentes del hornazo van pegados con tostadilla.
Durante el resto del año se consumen otro tipo de dulce dependiendo de la época del año, por ejemplo durante el Carnaval se suele consumir tortillitas de ajonjolí. Otros típicos dulces son la carne de membrillo, bizcochos de aceite, huevos "nevaos", gachas...

### Escultura

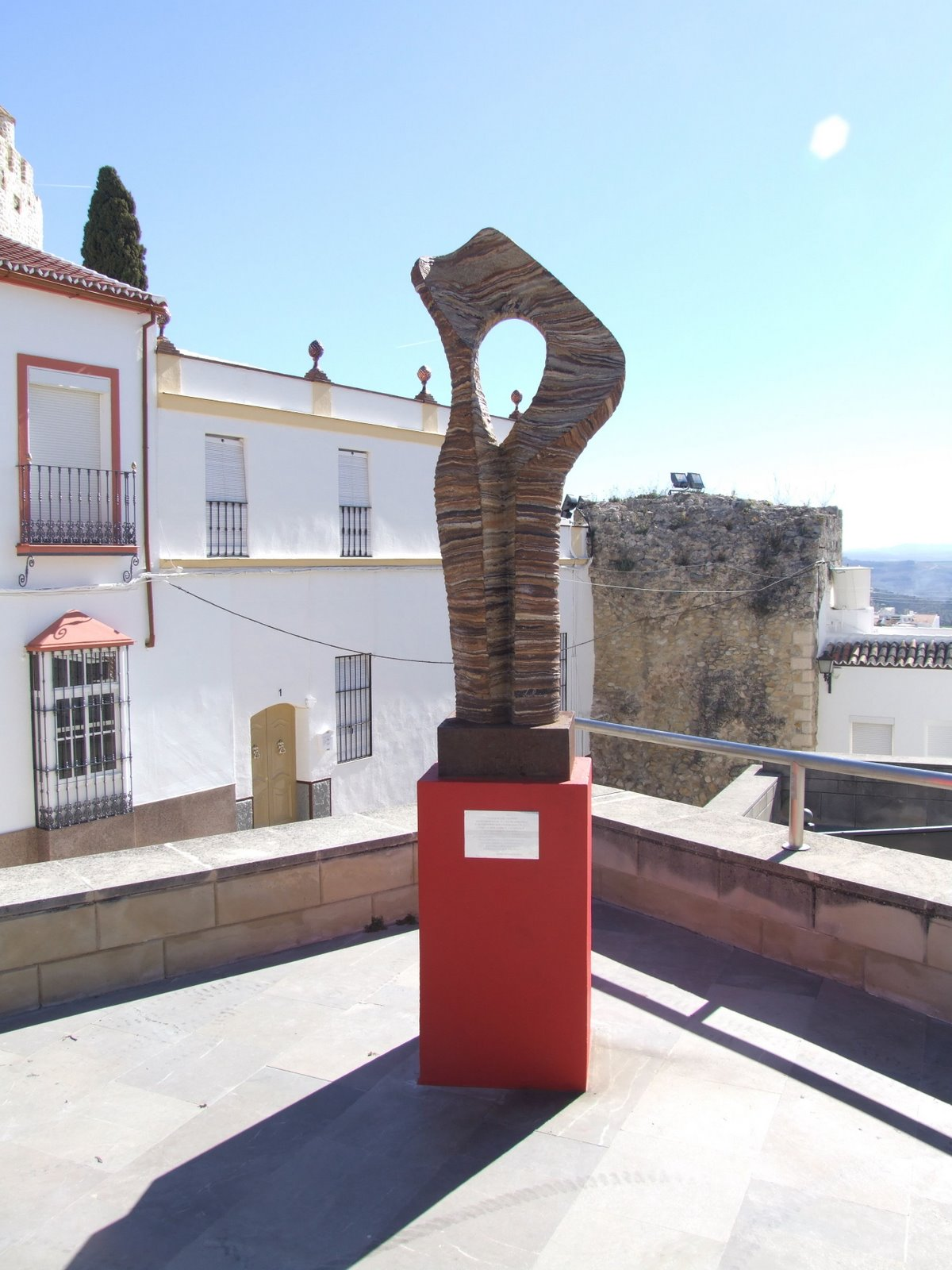
Monumento dedicado a los caídos en la Guerra Civil.

Por todo el municipio se encuentran varias esculturas entre las que destacan:
- Sagrado Corazón:[103] Situado en el Peñón del mismo nombre en la plaza de Andalucía. Representa a un Sagrado Corazón de Jesús con los brazos extendidos, realizada por el escultor granadino José Navas Parejo en 1929.
- Monumento al emigrante:[117] Ubicada en la plaza del Emigrante, sirve de homenaje a todos aquellos olvereños que emigraron a otras zonas de España y de Europa por cuestiones laborales o de otra índole.
- Monumento del cooperativismo: Esta escultura es una réplica a gran tamaño del Premio Arco iris del Cooperativismo, ganado por Olvera en 1991. Se encuentra junto al polígono industrial en un pequeño parque.
- Monumento a los caídos en la Guerra Civil: se localiza en la plaza de la Iglesia, en la placa pone la siguiente incripsción:

"Testigo del tiempo"Es el homenaje a los olvereños y olvereñas que perdieron la vida por la sinrazón y la locura. Enterrado el rencor, Olvera recupera los nombres y las víctimas de la Guerra Civil renovando el compromiso con una convivencia democrática y pacífica.

- Monumento a las obras de Miguel de Cervantes: Situada en uno de los extremos de la calle Vereda Ancha, consta de dos figuras, una de Don Quijote de la Mancha y otra de Sancho Panza. Se encuentran desde 2005 como conmemoración del cuarto centenario de la publicación de Don Quijote de la Mancha.
- Busto de Francisco Martínez Navas:[118] Se encuentra en el Peñón del Sagrado Corazón desde 1941. Martínez Navas fue un sacerdote olvereño.

### Literatura
El primer libro publicado por un olvereño fue una obra escrita por Juan Guerrero de Espinar dedicada a Felipe III de España y publicada en 1620.
A lo largo de la historia varios autores han citado a Olvera en libros o artículos. El escritor Blanco White habla de Olvera y sus gentes hacia 1800 en la Carta Quinta de su obra Cartas de España. En el diario ABC fechado el 3 de marzo de 1959, el periodista y escritor Joaquín Romero Murube describe un viaje a Olvera y su fallido intento de subir al castillo. En él dejó una de las frases más célebres de Olvera.
Otros autores como Ramón Solís que define a Olvera como «un pueblo entre las peñas» o Jesús de las Cuevas también han escrito artículos sobre Olvera.
Además por Olvera han pasado grandes autores cómo Luis Cernuda con las Misiones Pedagógicas realizadas durante la Segunda República, firmando en la localidad dos poemas.
En el municipio se realizan diferentes actos y concursos entre los que destacan el Certamen de Relato corto, Poesía y Cómic La Luciérnaga.
En Olvera han existido numerosas revistas culturales como: "Cal viva" entre los años 1980 y 2000, "La Jornada" un movimiento juvenil del siglo XXI con una revista trimestral que ya ha dejado de existir y "El Hatillo", una página cultural publicada en Facebook desde el año 2020 y que cuenta con artículos históricos, de opinión política y entrevistas a destacados personajes de la localidad.

### Música

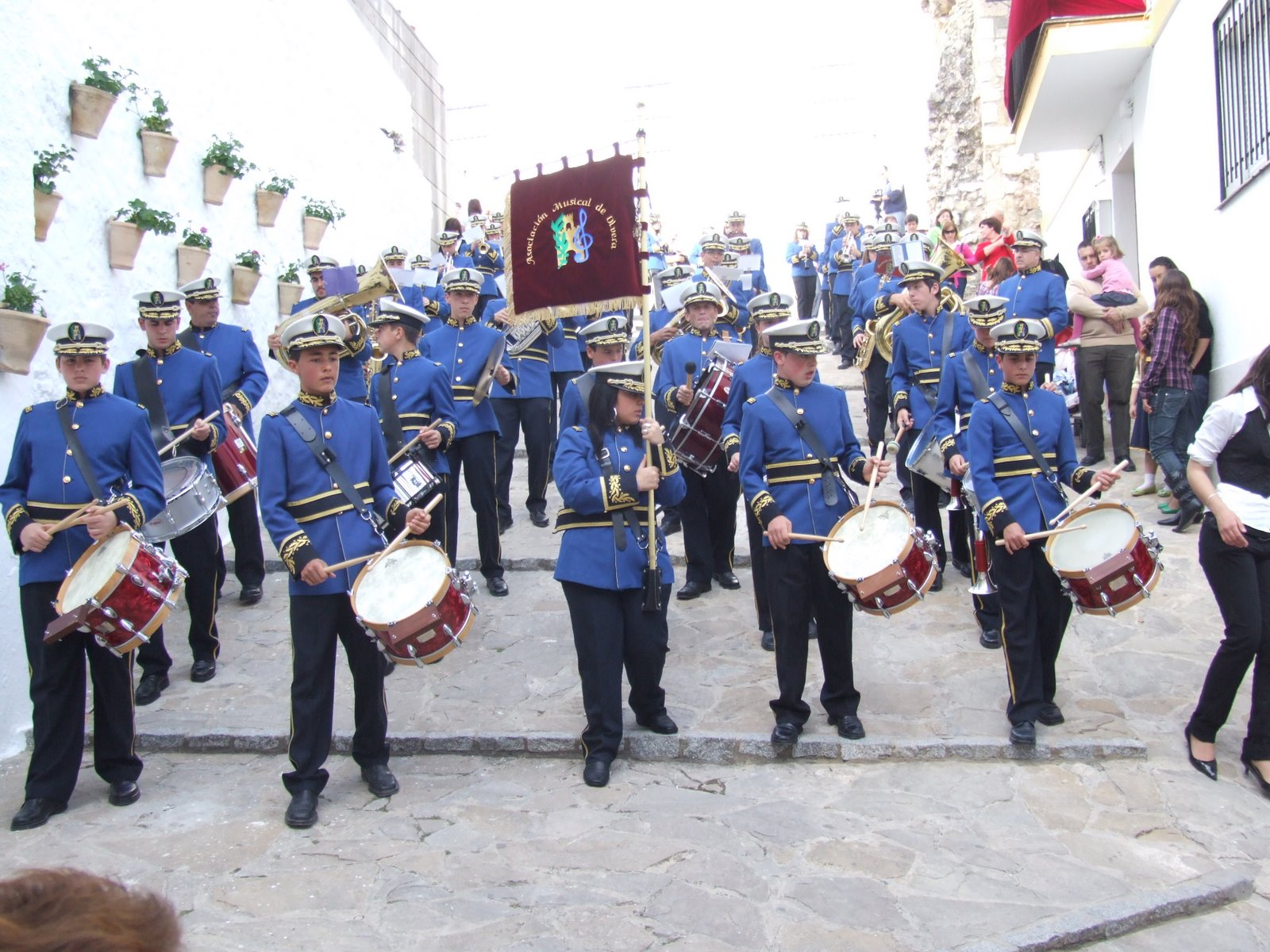
Banda musical de Olvera.

En la localidad existe una banda de música formada por más de 60 miembros y creada en 1999. Desde noviembre del 2003 está dirigida por Juan de Dios Fernández González. Desde el año 2010 el municipio cuenta también con la Banda de Cornetas y Tambores "Santa Ana" formada por más de 50 miembros y dirigida Don José María Sánchez Martín.
Olvera dispone de varios grupos de música independiente, entre los que destacan los grupos de heavy metal; Símil XQ o Agnus Dei, los grupos de rock-pop; Cecilia Roth, Piperno y Trilobites o el grupo de fusión; Chiveca.También es oriunda de Olvera la bailaora Carmen Torres.
Desde el año 2001 se realiza en Olvera, la jornada multicultural donde aparte de teatros, cortometrajes, poesías o exposiciones, se realizan conciertos con diversos grupos locales, provinciales y de Andalucía. Otro importante evento es el festival flamenco, "Quasimodo Flamenco" que se realiza el sábado con anterioridad al Lunes de Quasimodo en la peña flamenca "Enrique Orozco".

### Cine y teatro
Olvera cuenta con el grupo de teatro "El Transpunte", galardonado en 2016 con el Premio Candil de Oro de las Artes Escénicas. El Traspunte Teatro en colaboración con el Ayuntamiento de Olvera además organiza el Certamen Nacional de Teatro Aficionado Villa de Olvera, con el objetivo de fomentar el teatro y apoyar a los grupos de Teatro Aficionado de Andalucía y toda España. El Certamen Nacional de Teatro Aficionado Villa de Olvera ha sido distinguido con el Sello de Calidad Escenamateur en 2016.
En los meses de octubre y noviembre, se desarrolla en la localidad el Otoño Cultural donde se proyectan películas y también se representan obras de teatro y en primavera se realiza la Primavera Cultural.

## Medios de comunicación
En Olvera se distribuyen los principales periódicos de tirada nacional, así como diferentes publicaciones de carácter provincial como el Diario de Cádiz o La Voz de Cádiz.
Aparte de las cadenas nacionales y autonomícas, hay una radio de carácter comarcal, Radio Guadalete, emitiendo para toda la sierra de Cádiz. Además existe una cadena de televisión local de carácter municipal, Teleolvera. Por otra parte Olvera, junto con Algodonales, Alcalá del Valle, Setenil de las Bodegas, El Gastor, Zahara de la Sierra y Torre Alháquime conforman la demarcación de televisión digital terrestre TL06CA denominada Olvera y que ocupa el canal 27 de la señal. De la licencia se encarga la empresa privada Green Publicidad y Medios SA.
Desde el año 1963, el Ayuntamiento distribuye todos los años sobre mediados del mes de agosto, la Revista de Feria. En esta publicación se hace un resumen de todo lo acontecido en la localidad durante el año, así como entrevistas a personajes destacados, artículos sobre la historia local, poesías, datos de interés, etc.

## Deportes

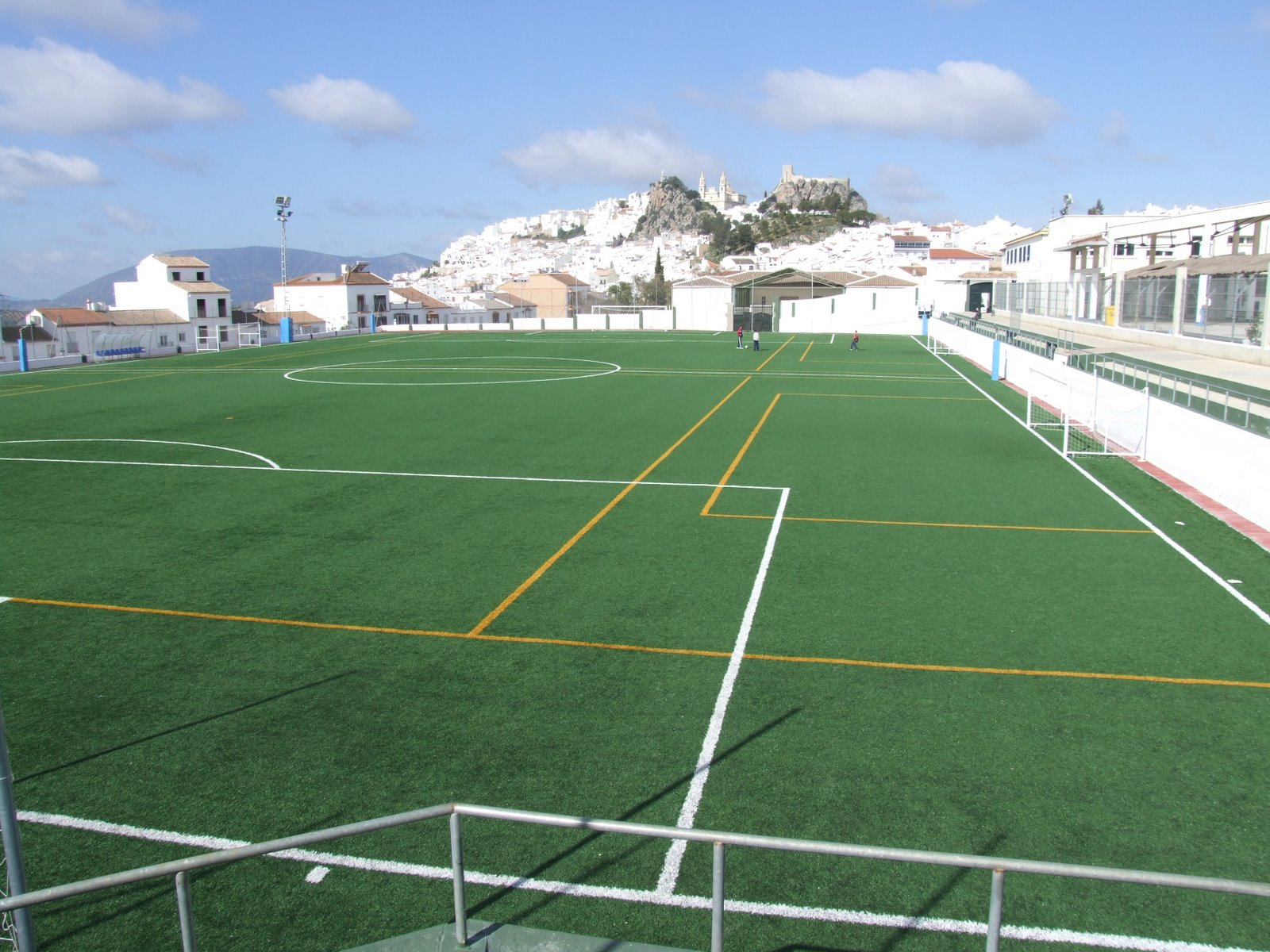
Campo de fútbol "Nuestra Señora de los Remedios".

### Instalaciones deportivas
Para la práctica deportiva la localidad cuenta con varias instalaciones deportivas entre las que destacan el pabellón polideportivo cubierto que también cuenta en sus instalaciones con una pista de tenis y un gimnasio. El municipio cuenta también con el campo de fútbol "Nuestra Señora de los Remedios" de césped artificial, una piscina municipal, una pista de pádel y una pista de 40 x 20 metros de césped artificial.

### Clubes deportivos
Entre las asociaciones deportivas destacan:
- Club Deportivo Olvera: Dedicado al fútbol. El club cuenta con diversas categorías inferiores y, desde la temporada 2022/2023, con equipo sénior en Tercera división andaluza grupo 1.

- Club Baloncesto Olvera: Se crea en 2008. Cuenta con varias categorías inferiores.[135] Actualmente el equipo sénior juega en la Liga Sierra de Cádiz de la que ha sido campeón en 4 ocasiones. Además ha ganado 2 Ligas Baloncesto Andaluza y ostenta 3 copas Liga Sierra de Cádiz y 1 copa Liga Baloncesto Andaluza, entre otras. El club ha contado desde 2013 hasta 2020 con dos equipos sénior, que salvo en 3 temporadas, jugó el equipo "A" en la Liga Baloncesto Andaluza y el equipo "B" en la Liga Sierra de Cádiz.

- Club Ciclista Navalagrulla:Se incorporó al Registro de Entidades Deportivas de la Junta de Andalucía, e inició oficialmente su andadura como tal en 2003. Años atrás existió como asociación ciclista, pero nunca funcionó.[136]

- Escuela de Voleibol: Dos equipos femeninos, de categoría alevín e infantil, forman en estos momentos la escuela deportiva de voleibol.

- Club de Pádel: Desde el mes de noviembre hasta febrero, se desarrolla en las pistas de pádel de nuestra localidad.

- Club Deportivo Judo Olvera: Fundado en 2013 y que tiene como fin la promoción del judo y de sus aspectos más educativos, especialmente entre los niños y niñas de infantil y primaria.

### Eventos deportivos
Destaca la "Marcha BTT de Olvera" organizada por el Club Ciclista Navalagrulla, con una participación de más de 500 ciclistas. En la Vía Verde de la Sierra se realizan durante todo el año diferentes actividades como la media maratón o la marcha senderista. También en el municipio se realizan los Cross de Navidad y de Quasimodo, así como la carrera popular Olvera-Pruna.
En 2006 fue comienzo de una etapa en la Vuelta Ciclista a Andalucía. Además la Vuelta Ciclista a España ha pasado por la localidad en los años 1989 y 2010.
Otros eventos importantes son el trofeo "Ciudad de Olvera" de fútbol y de baloncesto, la liga de fútbol sala, torneos de pádel, tenis o voleibol o los campeonatos de natación.

## Personas notables
Alejandro Pérez Rayas (Músico compositor, entendido de todo, grandilocuente ) - (1995-actualidad)